# Marina dels Estats Units d'Amèrica
La Marina dels Estats Units (U.S. Navy en anglès) és la branca de servei de guerra naval de les Forces Armades dels Estats Units i un dels 7 serveis uniformats. S'estima que és major que les següents 13 majors marines combinades en termes de desplaçament de flota de batalla el 2009. La Marina estatunidenca també disposa de la major flota de portaavions del món, amb 10 en servei, a més de 2 en construcció i 8 més en estat de planificació. El servei té 325.143 membres en servei actiu i 107.355 a la reserva. Té 284 naus en servei i més de 3.700 avions.
La Marina dels Estats Units té el seu origen en la Marina Continental creada durant la Guerra de la Revolució Americana i va ser essencialment dissolta com a entitat separada poc després. Tingué un paper principal durant la Guerra Civil dels Estats Units bloquejant els Estats Confederats i assetjant el control dels seus rius. Tingué el paper principal en la derrota del Japó durant la Segona Guerra Mundial. La Marina del segle xxi manté una presència global, desplegada en zones com l'Est asiàtic, la Mediterrània i l'Orient mitjà. És una marina d'alta mar amb la capacitat de projectar-se en les zones litorals del món, podent respondre ràpidament a les crisi regionals, participant activament en la política exterior i de defensa estatunidenca.
La Marina està dirigida administrativament pel Departament de la Marina, encapçalat pel Secretari de la Marina, un càrrec civil. El Departament de Marina és ell mateix una divisió del Departament de Defensa. El Cap d'Operacions Navals (Chief of Naval Operations – CNO) és un almirall de 4 estrelles i l'oficial naval superior del Departament de la Marina. Malgrat això, el CNO pot no ser l'oficial naval amb rang més alt si el President o el Vicepresident de la Junta de Caps d'Estat Major són oficials navals, els quals per llei, tenen un rang superior al CNO.

## Missió
L'objectiu de la U.S. Navy és:
«Mantenir, entrenar, i equipar per al combat a les forces navals, capaces d'aconseguir la victòria de la guerra, respondre a agressions i mantenir la llibertat als mars.»
I segons el manual dels nous reclutes: «Protegir i defensar el dret dels Estats Units i dels nostres aliats a moure's lliurement pels oceans i per protegir el nostre país contra els seus enemics.»
Com a part d'aquesta missió, les funcions de la Marina dels Estats Units comprenen el control del mar, la projecció de poder i l'amenaça nuclear, a més dels seus deures de "sealift".
És la més gran, i per diferents estàndards, la branca establerta més antiga de les forces armades dels Estats Units.

## Història

### Orígens
| «                                                                       | Es desprèn llavors tan cert que aquella nit té èxit el dia, que sense una força naval decisiva no podem fer res definitiu, i amb això, tot honorable i gloriós. | » |
| — George Washington, el 15 de novembre de 1781, al marquès de Lafayette | |   |

| «                                                                  | Al Cel, teníem una marina capaç de reformar els enemics a la humanitat o aixafar-los en la inexistència. | » |
| — - George Washington, 15 d'agost de 1786, al marquès de Lafayette | |   |

| «                        | Potència naval. . . és la defensa natural dels Estats Units | » |
| — John Adams, John Adams |                                                             |   |

La Marina estava arrelada en la tradició marinera colonial, que va produir una gran comunitat de mariners, capitans i constructors de vaixells. En les primeres etapes de la Guerra Revolucionària dels Estats Units, Massachusetts tenia la seva pròpia Milícia Naval de Massachusetts. El motiu per establir una marina nacional es va debatre al Segon congrés continental. Els partidaris van argumentar que una marina protegiria el transport marítim, defensaria la costa i facilitaria la recerca de suport de països estrangers. Els detractors van afirmar que la impugnació de la Royal Navy britànica, aleshores la potència naval preeminent del món, era una empresa ximple. El Comandant en cap George Washington va resoldre el debat quan va encarregar la goleta USS Hannah que passés a l'oceà per interdiccionar comerciants britànics i va denunciar les captures al Congrés. El 13 d'octubre de 1775, el Congrés continental va autoritzar la compra de dos vaixells per ser armats per a un creuer contra comerciants britànics; aquesta resolució va crear l'Armada Continental i es considera el primer establiment de l'Armada dels Estats Units. L'Armada continental va obtenir resultats mixtos; va tenir èxit en diversos compromisos i va atacar molts vaixells mercants britànics, però va perdre vint-i-quatre dels seus vaixells i en un moment es va reduir a dos en servei actiu. L'agost de 1785, després que la Guerra Revolucionària s'hagués acabat, el Congrés havia venut l'Alliance, l'últim vaixell que quedava a l'armada continental per manca de fons per mantenir el vaixell o recolzar una marina.
El 1972, el cap de les operacions navals, l'almirall Elmo Zumwalt, va autoritzar a l'Armada a celebrar el seu aniversari el 13 d'octubre per homenatjar l'establiment de l'Armada continental el 1775.

### Des del restabliment fins a la Guerra Civil

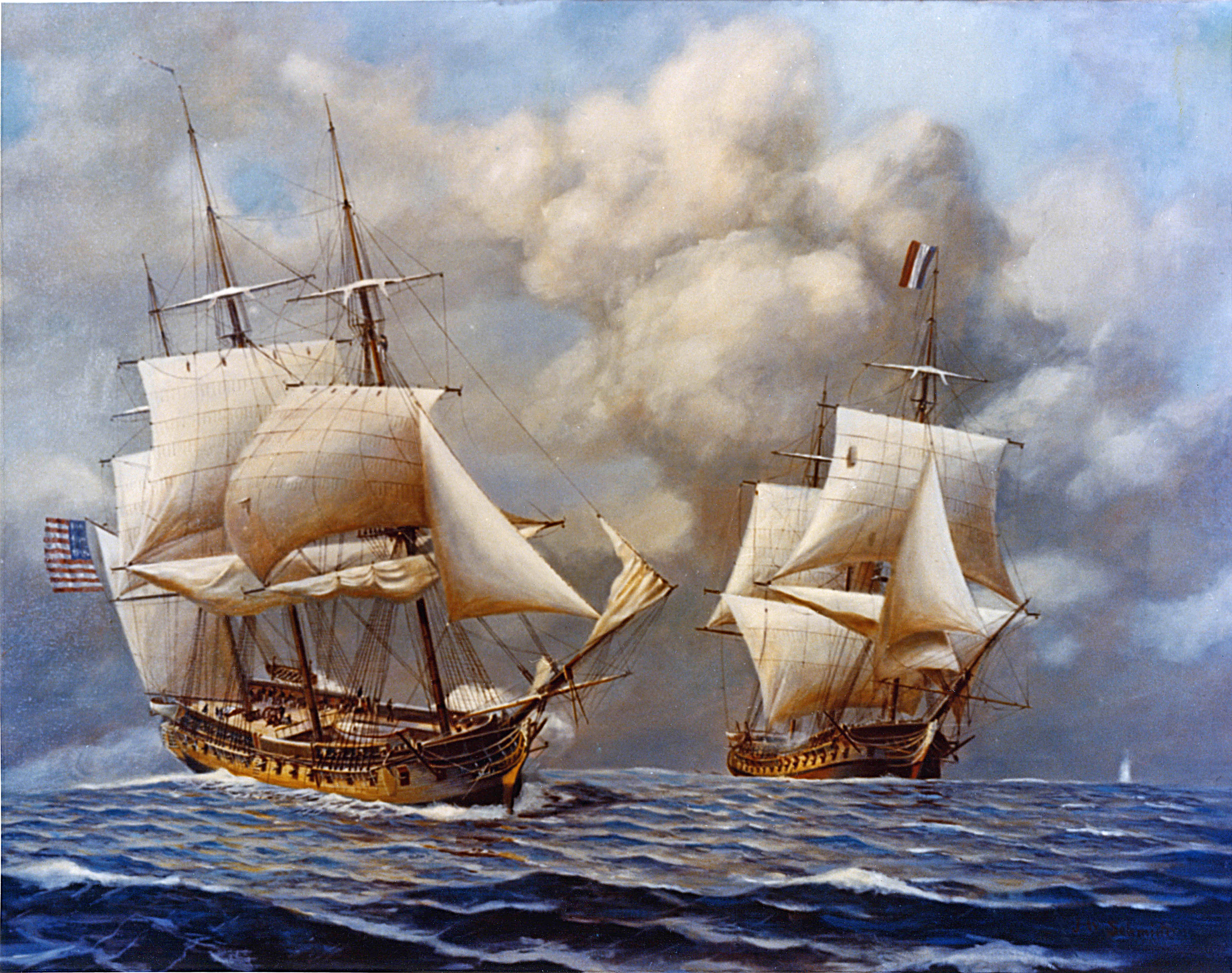
USS Constellation vs L'Insurgente durant la Quasi-War

Els Estats Units van estar sense marina durant gairebé una dècada, un estat de la qüestió que va exposar els vaixells mercants marítims nord-americans a una sèrie d'atacs de la pirateria barbaresca. L'única presència marítima armada entre el 1790 i el llançament dels primers vaixells de guerra de la Marina nord-americana el 1797 fou la U.S. Revenue-Marine, el principal predecessor de la Guàrdia Costanera dels Estats Units. Tot i que el USRCS (United States Revenue Cutter Service) va realitzar operacions contra els pirates, les depredacions dels pirates van superar amb escreix les seves habilitats i el Congrés va aprovar la Llei Naval de 1794 que va establir una marina permanent el 27 de març de 1794. La Llei Naval va ordenar. la construcció i equipament de sis fragates i, per a octubre de 1797, les tres primeres van entrar en servei: la USS United States, la USS Constellation i la USS Constitution. John Adams és "sovint anomenat el pare de l'Armada Americana" a causa de la seva forta postura en tenir una forta marina de guerra durant aquest període El 1798–99 la Marina estava involucrada en la Quasi-Guerra no declarada amb França. De 1801 a 1805, en la primera guerra de Barbary, la Marina dels Estats Units va defensar els vaixells nord-americans dels pirates de Barbaria, van bloquejar els ports de Barbary i van executar atacs contra les flotes de Barbary.
L'armada nord-americana va experimentar accions importants durant la guerra de 1812, on va resultar victoriosa en onze duels d'un sol vaixell amb la Royal Navy. Va resultar victoriós a la batalla del llac Erie i va evitar que la regió es convertís en una amenaça per a les operacions americanes a la zona. El resultat va ser una important victòria per a l'exèrcit dels Estats Units a la frontera de la guerra del Niàgara, i la derrota dels aliats nadius americans dels britànics a la batalla del Tàmesi. Malgrat això, l'armada nord-americana no va poder evitar que els britànics bloquegessin els seus ports i desembarquessin tropes. Però després que la Guerra de 1812 s'acabés el 1815, l'armada nord-americana es va centrar principalment en la protecció dels actius marítims nord-americans, enviant esquadrons al Carib, el Mediterrani, on va participar en la Segona Guerra de Barbària que va acabar amb la pirateria a la regió d'Amèrica del Sud, Àfrica i el Pacífic. Des de 1819 fins a l'esclat de la Guerra Civil, l'esquadró d'Àfrica va operar per suprimir el tràfic d'esclaus, prenent 36 vaixells d'esclaus, tot i que la seva contribució va ser menor que la de la Royal Navy britànica molt més gran.

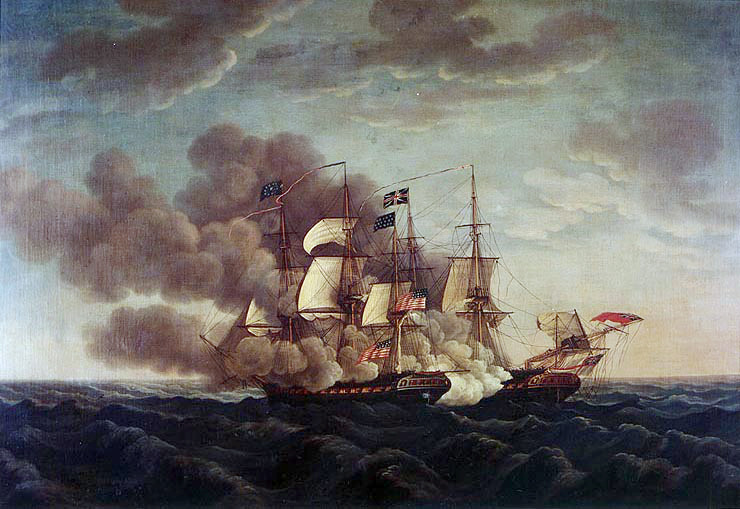
USS Constitution vs HMS Guerriere durant la guerra de 1812

Durant la Guerra de Mèxic-Estats Units, la Marina dels Estats Units va bloquejar els ports mexicans, capturar o cremar la flota mexicana al golf de Califòrnia i capturar totes les grans ciutats de la península de la Baixa Califòrnia. En 1846-1848, l'Armada va utilitzar amb èxit l'esquadró del Pacífic sota el comandant Robert Stockton i les seves marines i armilles blaves per facilitar la captura de Califòrnia amb operacions terrestres a gran escala coordinades amb la milícia local organitzada al Batalló de Califòrnia. L'armada va realitzar la primera operació conjunta amfíbia ampla de l'exèrcit dels Estats Units aterrant amb èxit 12.000 soldats de l'exèrcit amb el seu equip en un dia a Veracruz. Quan es necessitaven canons més grans per bombardejar Veracruz, els voluntaris de la Marina van aterrar grans canons i els van tripular en el bon bombardeig i captura de la ciutat. Aquest exitós desembarcament i captura de Veracruz va obrir el camí cap a la captura de la Ciutat de Mèxic i al final de la guerra. La Marina dels Estats Units es va establir com a actor de la política exterior dels Estats Units mitjançant les accions del comodor Matthew Perry al Japó, que va suposar el Tractat de Kanagawa el 1854.

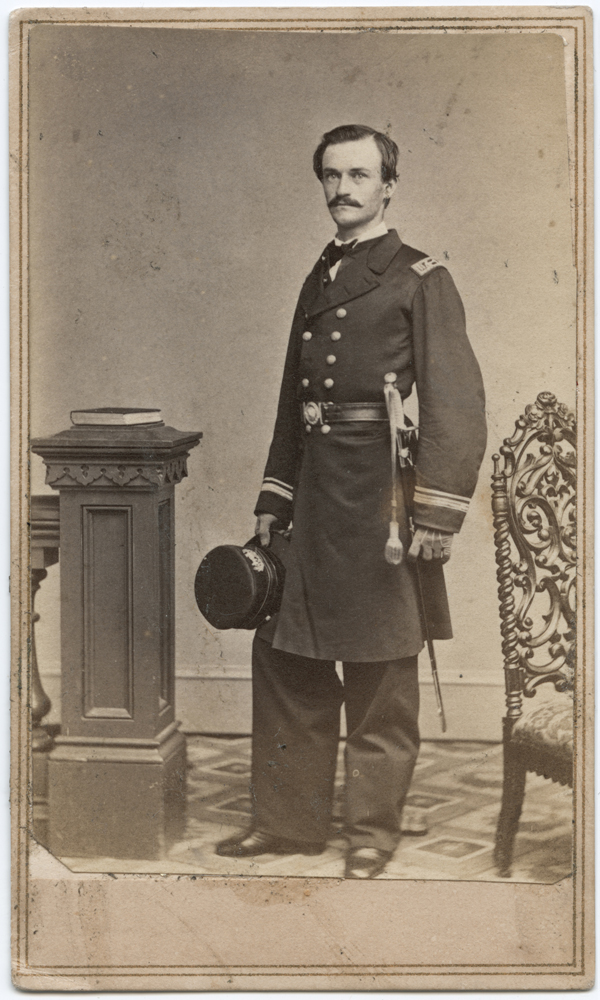
Una carta de visita d'un tinent de la Marina dels Estats Units durant la Guerra Civil

La potència naval va tenir un paper important durant la guerra civil nord-americana, en què la Unió va tenir un avantatge diferent sobre la Confederació als mars. Un bloqueig de la Unió a tots els principals ports va frenar les exportacions i el comerç costaner, però els corredors de bloqueig van proporcionar una línia de vida fina. Els components de la marina d'aigües marrons de la marina dels Estats Units controlaven els sistemes fluvials dificultant el desplaçament intern per als confederats i fàcil·litant-li per a la Unió. La guerra va veure els vaixells de guerra ironclad en combat per primera vegada a la batalla de Hampton Roads el 1862, que va posar el USS Monitor contra el CSS Virginia. Durant dues dècades després de la guerra, però, la flota de la Marina dels Estats Units es va descuidar i va quedar tecnològicament obsoleta.

### Segle XX
| «                | Els nostres vaixells són els nostres baluards naturals. | » |
| — Woodrow Wilson |                                                         |   |

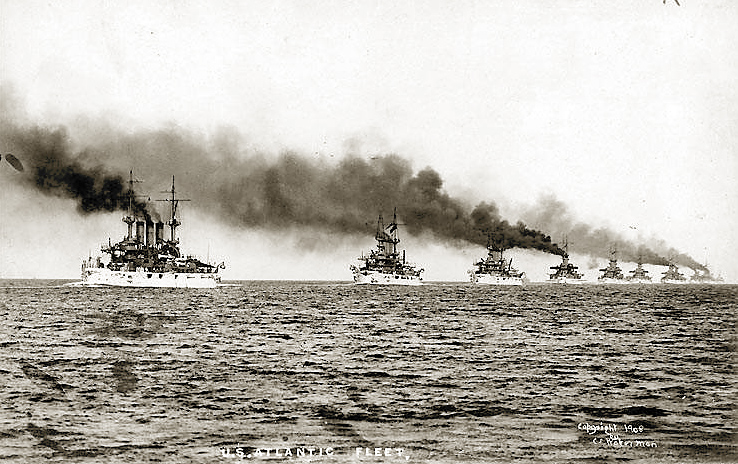
La Gran Flota Blanca que demostra el poder naval dels Estats Units el 1907; era una prova que la Marina dels Estats Units tenia capacitat d'aigües blaves.

Un programa de modernització a partir de la dècada del 1880 quan els primers vaixells de guerra amb acer van estimular la indústria siderúrgica nord-americana, i va néixer "la nova marina d'acer". Aquesta ràpida expansió de l'Armada dels Estats Units i la seva fàcil victòria sobre l'Armada espanyola el 1898 van portar un nou respecte per la qualitat tècnica nord-americana. La construcció ràpida dels primers pre-dreadnoughts, després dels dreadnoughts van posar els Estats Units en línia amb els exèrcits de països com la Gran Bretanya i Alemanya. El 1907, la majoria dels cuirassats de la Marina, amb diversos bucs de suport, batejats amb el nom de la Gran Flota Blanca, van ser presentats en una circumnavegació del món durant 14 mesos. Encàrrec del president Theodore Roosevelt, era una missió dissenyada per demostrar la capacitat de la Marina per estendre's al teatre global. Cap al 1911, els Estats Units havien començat a construir els super-dreadnoughts a un ritme per acabar sent competitius amb Gran Bretanya. El 1911 també va veure el primer avió naval amb la flota el que portaria a l'establiment informal dels Estats Units Cos Aeri Naval a les bases en terra protegeixen. No va ser fins al 1921 que va començar realment l'aviació naval dels Estats Units.

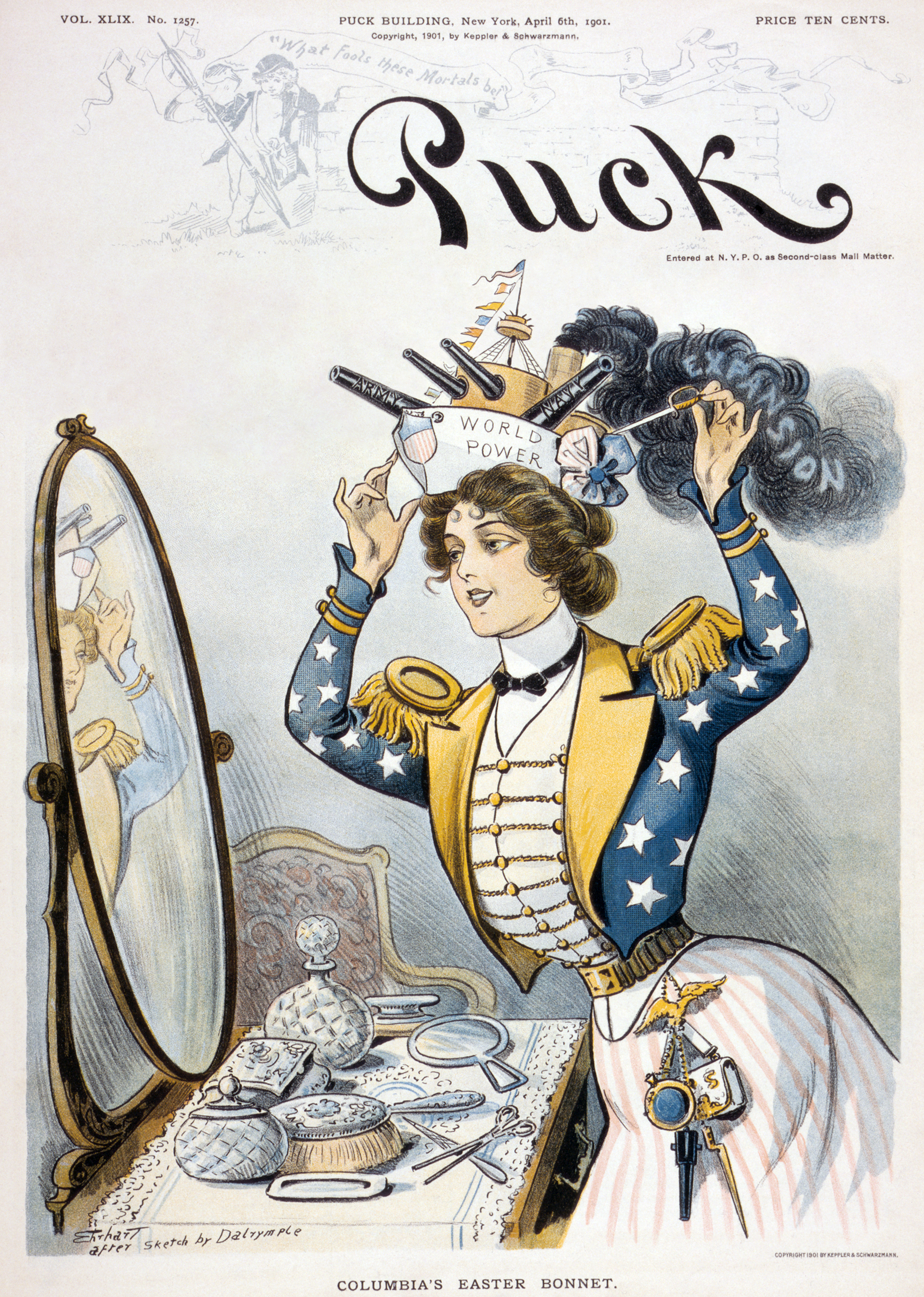
Columbia, personificació dels Estats Units, portava un vaixell de guerra que porta les paraules "Power World" com el seu "capó de Pasqua" a la portada de Puck, el 6 d'abril de 1901

#### Primera Guerra Mundial i anys d'entreguerres
Durant la Primera Guerra Mundial, la Marina dels Estats Units va gastar gran part dels seus recursos protegint i enviant centenars de milers de soldats i marins de la Força Expedicionària nord-americana i subministraments de guerra a través de l'Atlàntic en aigües infestades de U-boats amb la Força de Creuers i Transports. També pel qual es va concentrar en la barrera del mar del Nord. L'explotació del comandament superior va significar que les forces navals no es van contribuir fins a finals de 1917. La Novena divisió de cuirassats va ser enviat a Gran Bretanya i va servir com a Sisè Esquadró de Batalla de la Gran Flota Britànica. La seva presència va permetre als britànics desmantellar alguns vaixells més antics i reutilitzar les tripulacions en vaixells més petits. Destructors i unitats de la Força Aèria Naval dels Estats Units, com el Grup de Bombardeig del Nord, van contribuir a les operacions antisubmarines. La força de la Marina dels Estats Units va créixer en virtut d'un ambiciós programa de construcció de vaixells associat a la Llei Naval de 1916.
La construcció naval, especialment els cuirassats, fou limitada per la Conferència Naval de Washington de 1921-22. Els portaavions USS Saratoga i USS Lexington van ser construïts sobre els bucs dels creuers de batalla parcialment construïts que havien estat anul·lats pel tractat. El New Deal va utilitzar fons de l'Administració d'Obres Públiques per construir vaixells de guerra, com ara el USS Yorktown i el USS Enterprise. Cap al 1936, amb la finalització del USS Wasp, la Marina nord-americana posseïa una flota portadora de 165.000 tones de desplaçament, tot i que aquesta xifra es va registrar nominalment com a 135.000 tones per complir les limitacions del tractat. Franklin Roosevelt, l'oficial número dos del departament de la Marina durant la Primera Guerra Mundial, va apreciar l'Armada i li va donar un gran suport. A canvi, els líders superiors tenien ganes d'innovar i experimentaren amb noves tecnologies, com els torpedes magnètics, i van desenvolupar una estratègia anomenada War Plan Orange per a la victòria al Pacífic en una hipotètica guerra amb el Japó que finalment es convertiria en realitat.

#### Segona Guerra Mundial

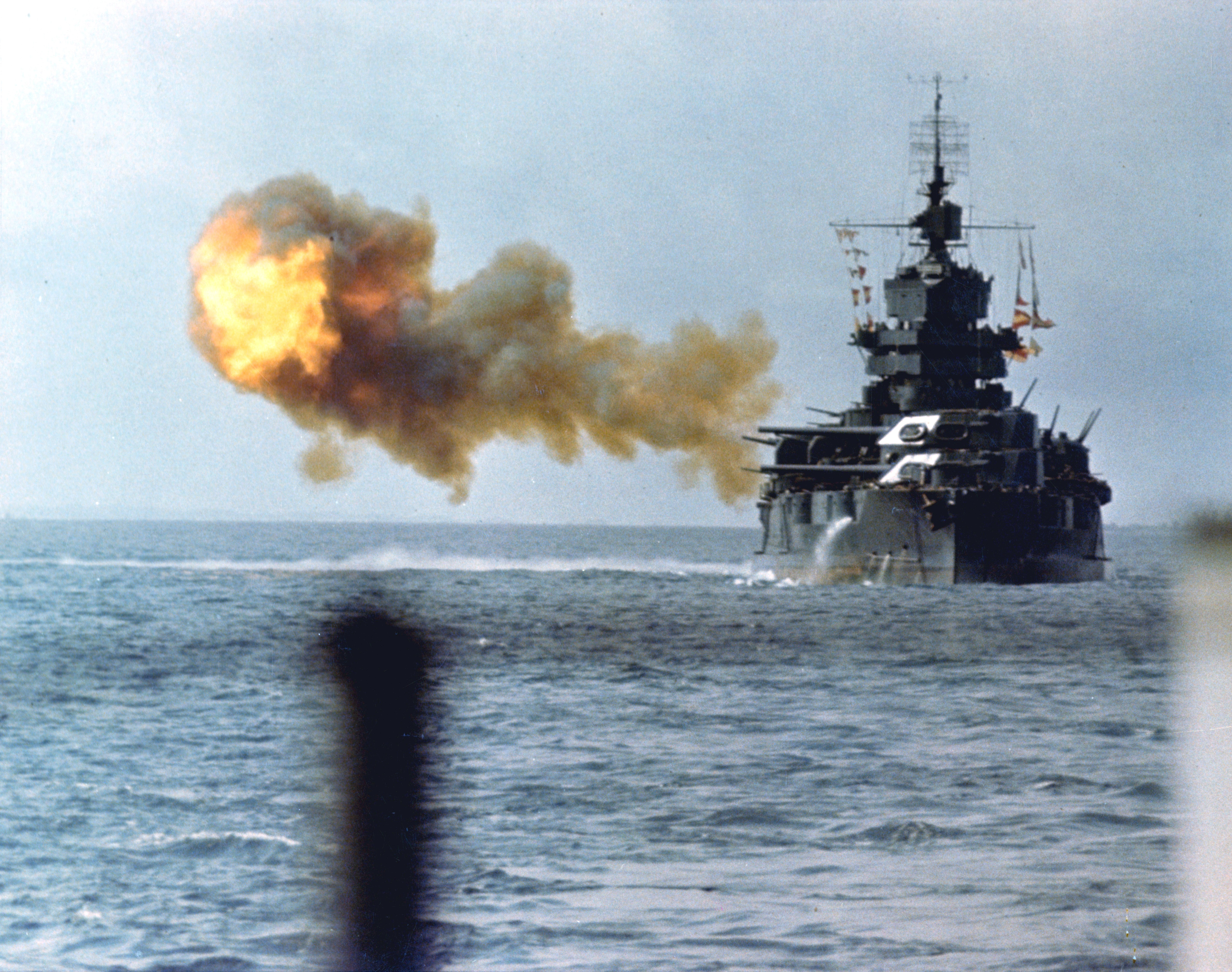
El cuirassat USS Idaho bombardejant Okinawa l'1 d'abril de 1945.

La Marina dels Estats Units es va convertir en una formidable força els anys anteriors a la Segona Guerra Mundial, i es va reiniciar la producció de cuirassats el 1937, començant pel USS North Carolina. Tot i que finalment no va tenir èxit, el Japó va intentar neutralitzar aquesta amenaça estratègica amb l'atac sorpresa a Pearl Harbor el 7 de desembre de 1941. Després de l'entrada nord-americana a la guerra, l'armada nord-americana va créixer enormement a mesura que els Estats Units s'enfrontaven a una guerra de dos fronts als mars. Va assolir un gran èxit al Teatre del Pacífic, on va ser clau per a la reeixida campanya de "salt a l'illa" dels aliats. La Marina dels Estats Units va participar en moltes batalles importants, incloses les del Mar del Coral, Midway, les Illes Salomó, el Mar de les Filipines, del Golf de Leyre i Okinawa. Cap al 1943, la mida de la marina era més gran que les flotes combinades de totes les altres nacions combatents a la Segona Guerra Mundial. Al final de la guerra el 1945, l'armada nord-americana havia afegit centenars de nous vaixells, inclosos 18 portaavions i 8 cuirassats, i tenia més del 70% del total mundial i el tonatge total de vaixells navals de 1.000 tones o més. En el punt àlgid, la Marina dels Estats Units operava 6.768 vaixells el dia de VJ l'agost de 1945.
Al final de la guerra, la doctrina havia canviat significativament. L'armada nord-americana havia seguit els passos de les armades de Gran Bretanya i Alemanya, que van afavorir grups concentrats de cuirassats com a principals armes navals ofensives. El desenvolupament del portaavions i la seva devastadora utilització per part dels japonesos contra els Estats Units a Pearl Harbor, però, van canviar la idea dels Estats Units. L'atac de Pearl Harbour va destruir o treure a l'acció un nombre important de cuirassats de la Marina dels Estats Units. Això va suposar bona part de la càrrega de represàlies contra els japonesos sobre el petit nombre de portaavions. Durant la Segona Guerra Mundial uns 4.000.000 de nord-americans van servir a l'armada dels Estats Units.

#### Guerra Freda

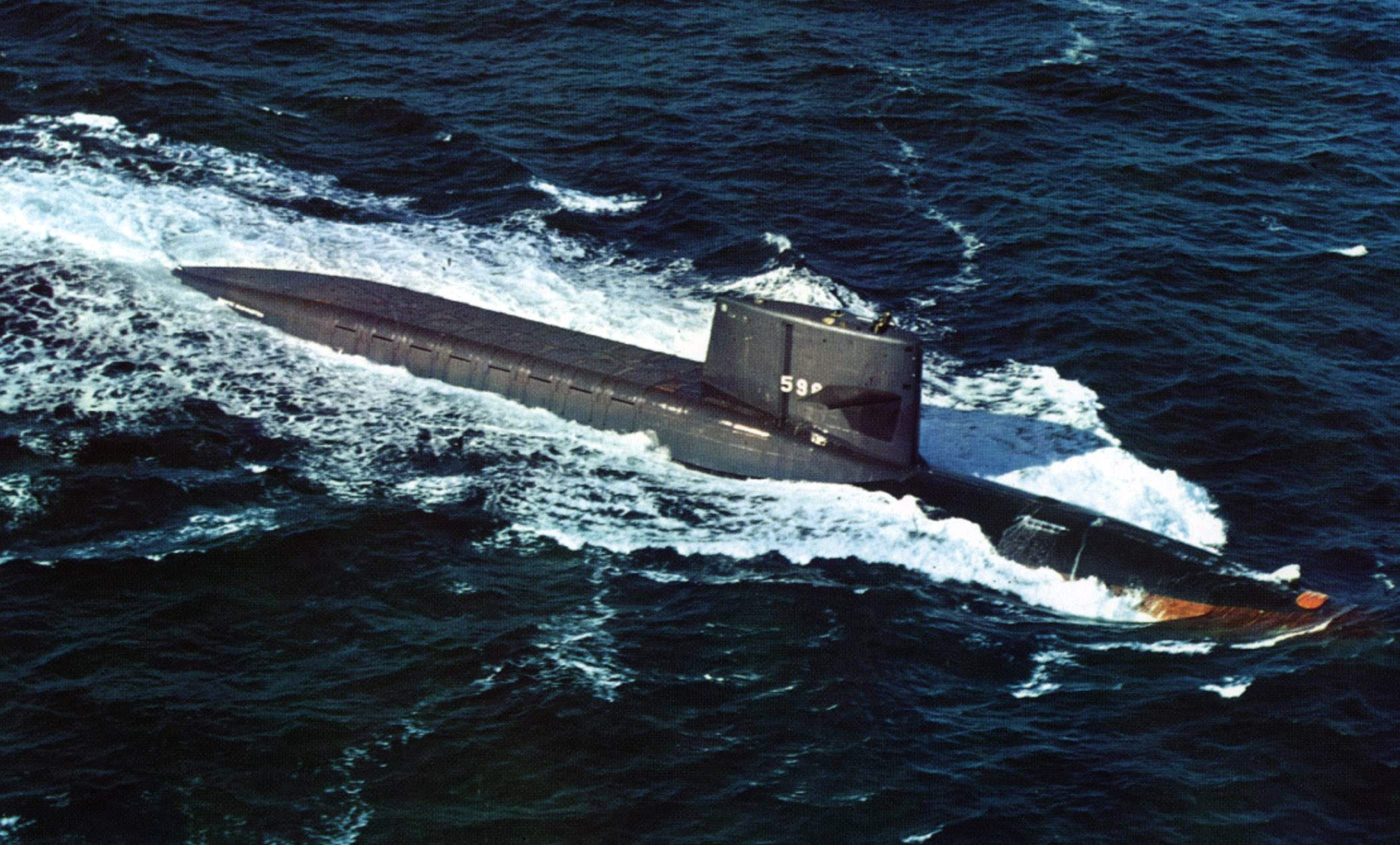
El USS George Washington, un submarí de míssils balístics

El potencial de conflicte armat amb la Unió Soviètica durant la Guerra Freda va empènyer la Marina dels Estats Units a continuar el seu avenç tecnològic desenvolupant nous sistemes d'armament, vaixells i avions. L'estratègia naval dels Estats Units es va canviar per la del desplegament endavant en suport dels aliats nord-americans amb èmfasi en els grups de batalla dels portaavions.
La marina va ser un gran participant en la guerra del Vietnam, va bloquejar Cuba durant la crisi dels míssils cubans i, mitjançant l'ús de submarins de míssils balístics, va esdevenir un aspecte important de la política de dissuasió estratègica nuclear dels Estats Units. L'armada nord-americana va realitzar diverses operacions de combat al golf Pèrsic contra Iran el 1987 i el 1988, sobretot l'operació Manting orant. L'armada es va implicar àmpliament en l'operació Fúria Urgent, l'operació Escut del Desert, l'operació Tempesta del Desert, l'operació Força Deliberada, l'operació Força Aliada, l'operació Guineu del Desert i l'Operació Southern Watch.
La marina nord-americana també ha participat en operacions de recerca i salvament, de vegades juntament amb vaixells d'altres països i amb vaixells de la Guàrdia Costera dels Estats Units. Dos exemples són el sinistre de Palomares de 1966 i la posterior cerca de bombes d'hidrogen desaparegudes, i la Task Force 71 de l'operació de la Setena Flota a la recerca del Vol 007 de Korean Airlines, abatut pels soviètics l'1 de setembre de 1983.

### Es segle XXI
| «                                 | Quan una crisi s'enfronta a la nació, la primera pregunta que solen formular els responsables polítics és: "Quines forces navals estan disponibles i quina velocitat poden tenir a l'estació?" | » |
| — - Almirall Carlisle A. H. Trost | |   |

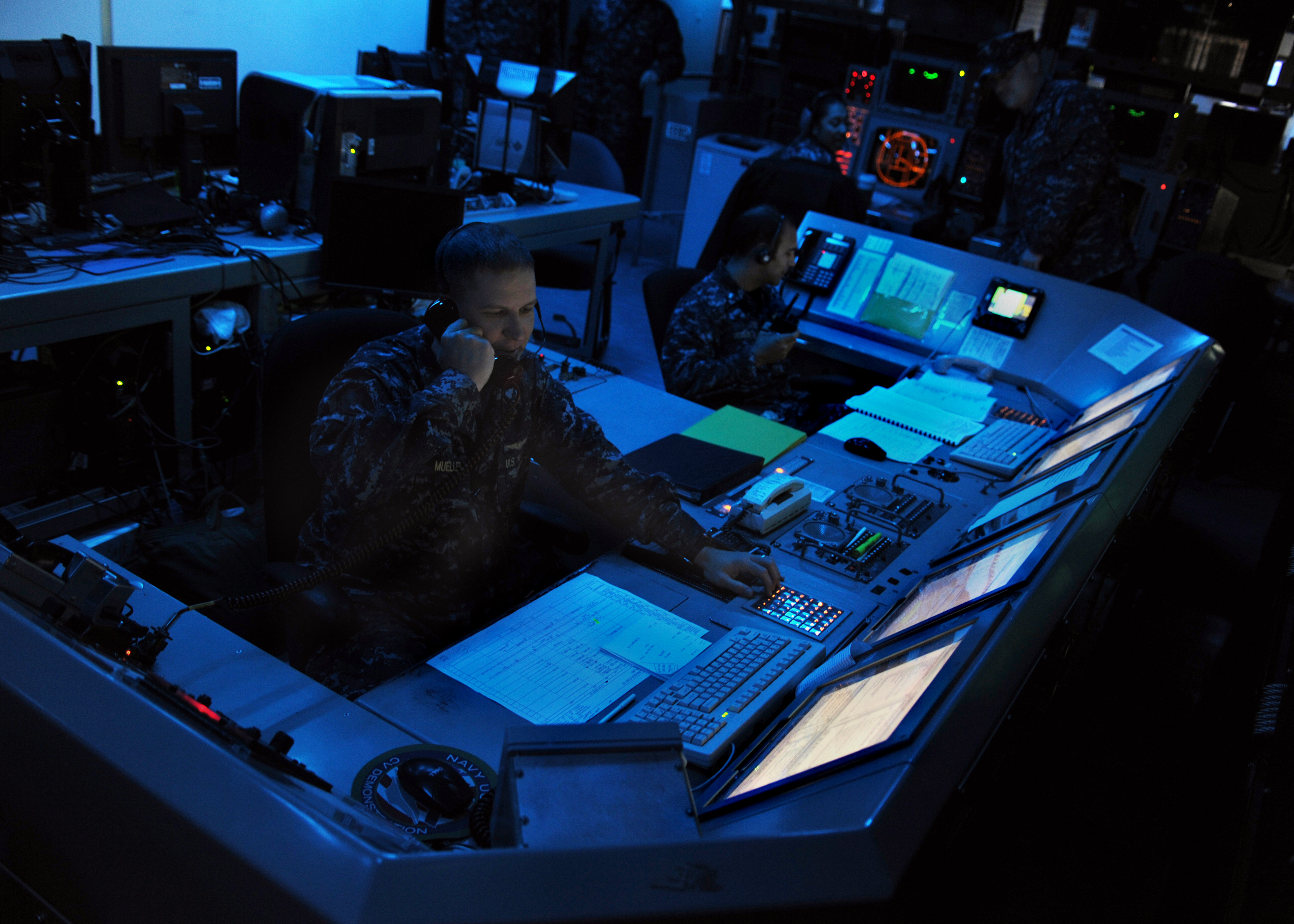
Oficials de la Marina nord-americana a bord del portaavions USS Abraham Lincoln' controlen els sistemes de defensa durant els exercicis de les operacions de seguretat marítima a principis del 2010

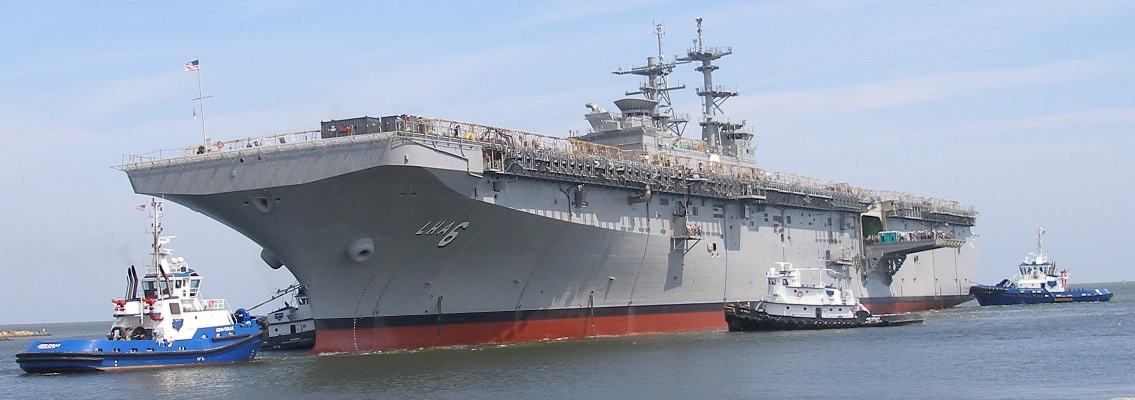
El vaixell d'assalt amfibi USS America, llançat el 2012.

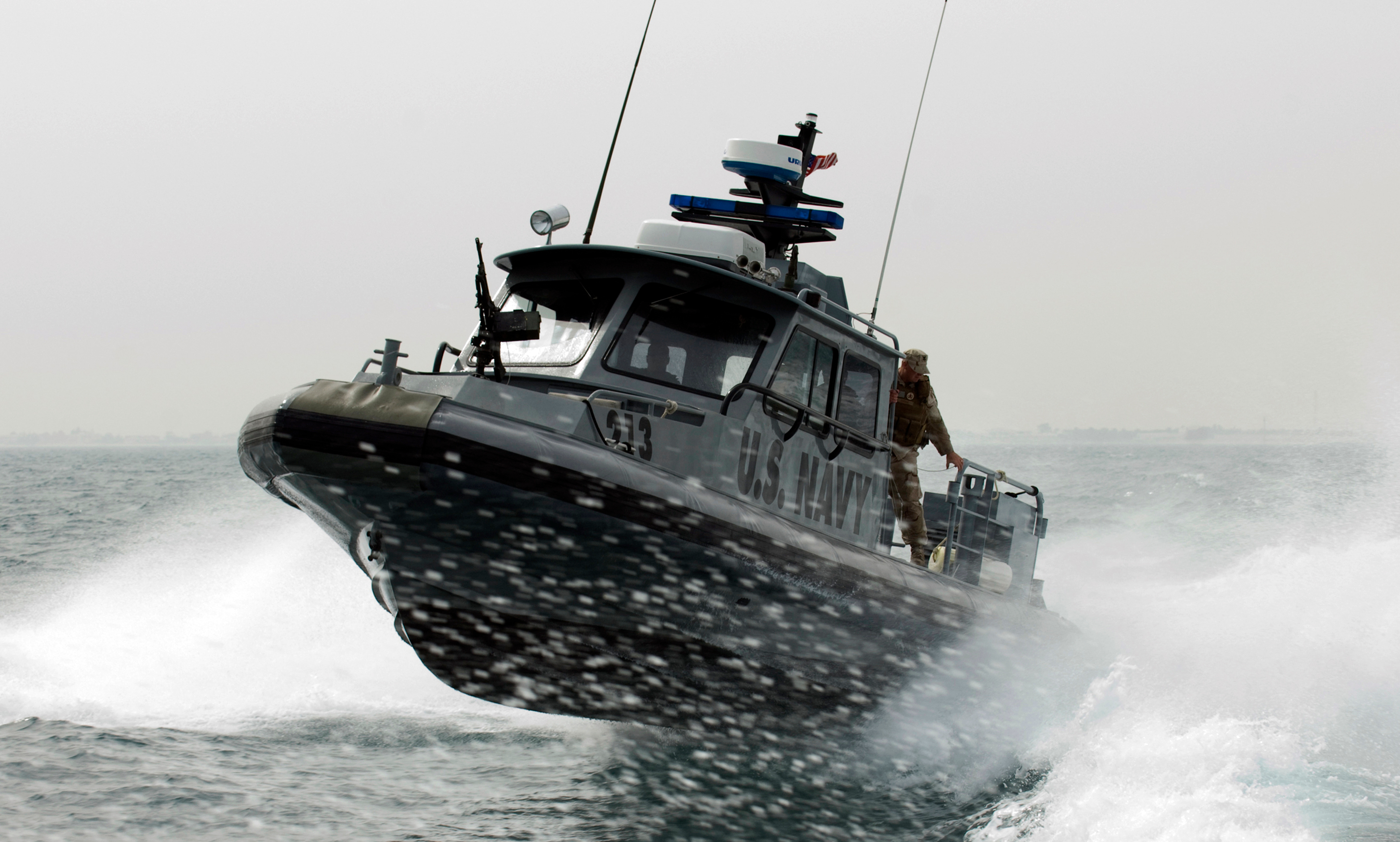
Vaixell patrulla de la Marina dels Estats Units a prop de la base naval de Kuwait el 2009

L'armada nord-americana segueix sent un important suport als interessos nord-americans durant el segle xxi. Des del final de la guerra freda, ha canviat el focus des dels preparatius per a la guerra a gran escala amb la Unió Soviètica a operacions especials i missions de vaga en conflictes regionals. L'Armada va participar en l'Operació Llibertat Duradora, l'Operació Llibertat Iraquiana, i és un participant important en l'actual guerra contra el terrorisme, en gran part en aquesta capacitat. El desenvolupament continua en les noves naus i armes, incloent el  portaavions classe Gerald R. Ford i els vaixells de combat litoral. A causa de la seva grandària, la tecnologia de les armes i la capacitat de projectar força lluny de les ribes dels Estats Units, l'actual marina nord-americana continua sent un actiu per als Estats Units. A més, és el principal mitjà mitjançant el qual els Estats Units mantenen l'ordre mundial internacional, és a dir, salvaguardant el comerç mundial i protegint les nacions aliades.
El 2007, la Marina dels Estats Units es va unir amb el Cos de Marines i la Guàrdia Costanera per adoptar una nova estratègia marítima anomenada " Una estratègia de cooperació per al poder naval al segle xxi" que eleva la noció de prevenció de la guerra al mateix nivell filosòfic que la realització de la guerra. L'estratègia va ser presentada pel cap de les operacions navals, el comandant del Cos de Marines, i el comandant de la Guàrdia Costanera al Simposi Internacional de la Potència Marítima a Newport, RI el 17 d'octubre de 2007. L'estratègia reconeixia els vincles econòmics del sistema global i com qualsevol interrupció a causa de crisis regionals (creades per l'home o natural) pot afectar negativament l'economia i la qualitat de vida dels Estats Units. Aquesta nova estratègia mostra un recorregut perquè la Marina, la Guàrdia Costera i el Cos de Marines treballin col·lectivament entre ells i els socis internacionals per evitar que aquestes crisis es produeixin o reaccionin ràpidament en cas que es produeixi per evitar impactes negatius als Estats Units.
L'any 2010, l'almirall Gary Roughead, cap d'operacions navals, va assenyalar que les demandes a la Marina han augmentat a mesura que la flota s'ha reduït i que davant el descens dels pressupostos en el futur, l'armada nord-americana ha de dependre encara més de les associacions internacionals.
En la seva sol·licitud de pressupostos de 2013, la marina es va concentrar a retenir tots els onze grans portaavions, a costa de retallar el nombre de vaixells més petits i retardar la substitució de SSBN. L'any següent, l'USN es va trobar incapaç de mantenir onze portaavions davant la caducitat del relleu pressupostari ofert per la Llei de pressupost bipartidista de 2013 i el CNO Jonathan Greenert va dir que una flota de deu vaixells no seria capaç de donar suport sostenible als requeriments militars. El Primer Lord del Mar britànic George Zambellas va dir que la USN havia passat de la planificació "dirigida als resultats" a la planificació dirigida pels recursos.
Un dels canvis importants en la presa de decisions dels Estats Units que està afectant a la planificació naval és el Pivot cap a Àsia Oriental. En resposta, el secretari de la Marina Ray Mabus va declarar el 2015 que el 60 per cent de la flota nord-americana total es desplegarà al Pacífic el 2020. El pla de construcció naval de 30 anys més recent de la Marina, publicat el 2016, demana una futura flota de 350 vaixells per afrontar els reptes d'un entorn internacional cada cop més competitiu. Una disposició de la Llei d'autorització de defensa nacional del 2018 demanava ampliar la flota naval a 355 vaixells "tan aviat com sigui possible", però no va establir finançament addicional ni un calendari.

## Organització

Esquema simplificat de l'estructura de comandament de la U.S. Navy

La Marina cau sota l'administració del Departament de la Marina, sota la direcció civil del Secretari de la Marina (Secretary of the Navy -SECNAV). L'oficial naval superior és el Cap d'Operacions Navals (Chief of Naval Operations - CNO), un almirall de 4 estrelles, que està immediatament supeditat i informa directament al Secretari de la Marina. Al mateix temps, el Cap d'Operacions Navals és un dels membres de l'Estat Major Conjunt, que és el segon màxim cos de deliberació de les Forces Armades després del Consell de Seguretat Nacional dels Estats Units, encara que només té un paper de conseller al President, i nominalment no forma part de la cadena de comandament. El Secretari de la Marina i el Cap d'Operacions Navals són responsables d'organitzar, reclutar, entrenar i equipar la Marina que estigui preparada per operar sota el comandament dels comandants dels comandaments unificats de combat.

### Forces operatives

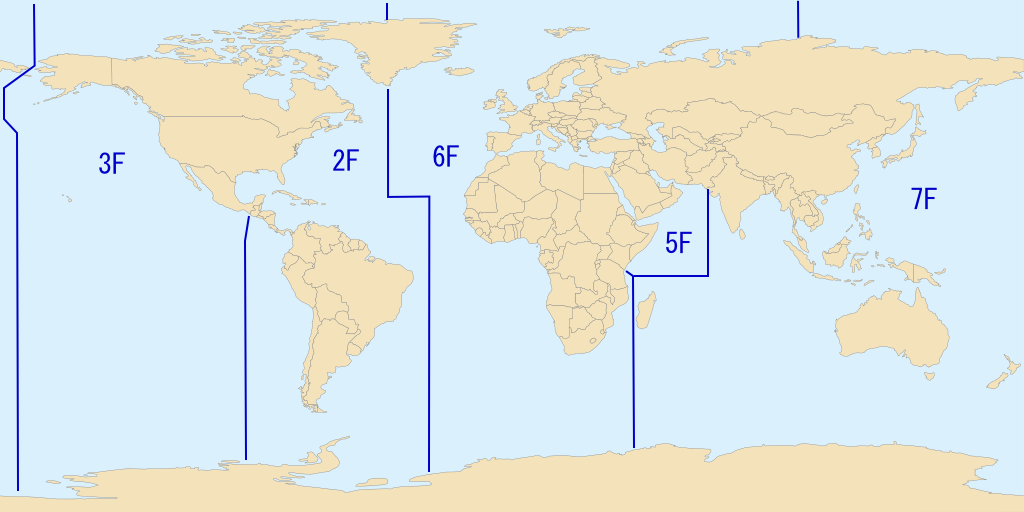
Zona de responsabilitat de les flotes americanes el 2007.Àrees de responsabilitat per a cadascuna de les flotes de la Marina dels Estats Units. La Desena Flota serveix com a flota numerada per als comandaments cibernètics de la flota nord-americana i, per tant, no es mostra.

Hi ha nou components a les forces operatives de la Marina dels Estats Units: Comandament de les Forces Navals dels Estats Units (anteriorment Flota de l'Atlàntic dels Estats Units, Flota del Pacífic dels Estats Units, Comandament Central de les Forces Navals dels Estats Units, Forces Navals dels Estats Units Europa, Comandament de Guerra naval a la Xarxa, Reserva de la Marina, Comandament de Guerra naval especial, Força Operativa d'Examen i Avaluació i Comandament de Transport Marítim Militar. El Comandament de les Forces de la Flota controla diverses capacitats úniques, incloent el Comandament de Transport Marítim Militar, el Comandament Expedicionari Naval de Combat i el Forces cibernètics Armada.
La Marina dels Estats Units té sis flotes actives numerades: la Tercera, la Cinquena flota, la Sisena flota, la Setena flota i la Desena estan comandades per un Vicealmirall de tres estrelles, i la Quarta comandada per un contraalmirall. Aquestes sis flotes estan agrupades sota el Comandament de Forces de la Flota (l'antiga Flota de l'Atlàntic), la Flota del Pacífic, les Forces Navals Europa-Àfrica i el Comandament Central de les Forces Navals, el comandant de la qual també és el comandant de la Cinquena Flota; els tres primers comandants són ocupats per almiralls de quatre estrelles. La Primera Flota va existir després de la Segona Guerra Mundial des de 1947, però a inicis de 1973 va ser redenominada Tercera Flota. A inicis de 2008 la Marina reactiva la Quarta Flota per controlar les operacions a la zona controlades pel Comandament Sud, que consisteix en els actius americans a l'Amèrica Central i Sud-amèrica.
La Segona Flota es va desactivar el setembre de 2011, però es va restablir a l'agost de 2018 enmig de les tensions amb Rússia. Té la seva seu a Norfolk, Virginia, amb responsabilitat sobre la costa est i l'Atlàntic nord. L'Armada va reactivar la Quarta Flota per controlar les operacions a la zona controlada pel Comandament del Sud, que consta d'actius dels Estats Units a Amèrica Central i del Sud i als voltants. Altres flotes de nombre van ser activades durant la Segona Guerra Mundial i posteriorment desactivades, numerades o fusionades.

#### Desplegament de les flotes

Distribució dels 5 comandaments geogràfics de les Forces Armades dels EUA

- Segona flota: desplegada a l'oceà Atlàntic (Aquarterada a: la Base naval de Norfolk, Virgínia), comandada per l'US Joint Forces Command
- Tercera flota: desplegada a l'Est del Pacífic, comandada per l'USPACOM (Aquarterada a: Pearl Harbor, Hawaii; vaixell almirall: USS Coronado)
- Quarta flota també coneguda sota la denominació US Commander Naval Southern/COMNAVSO : desplegada a l'oceà Atlàntic Sud i el mar del Carib, comandada per l'USSOUTHCOM (Aquarterada a: Mayport, Florida). Reactivada l'1 de juliol de 2008.
- Cinquena flota també coneguda sota la denominació US Naval Central Command/USNAVCENT, desplegada al Golf Pèrsic, mar d'Oman i Mar Roig, comandada per l'USCENTCOM (Aquarterada a: Al-Manama, Bahrain)
- Sisena flota: desplegada al Mar Mediterrani, comandada per l'USEUCOM (aquarterada a Nàpols, Itàlia; vaixell almirall USS Mount Whitney)
- Setena flota: desplegada a l'Oest del Pacífic i l'oceà Índic, comandada per l'USPACOM (Aquarterada a: Yokosuka, Japó; vaixell almirall : USS Blue Ridge)

### Establiments costaners

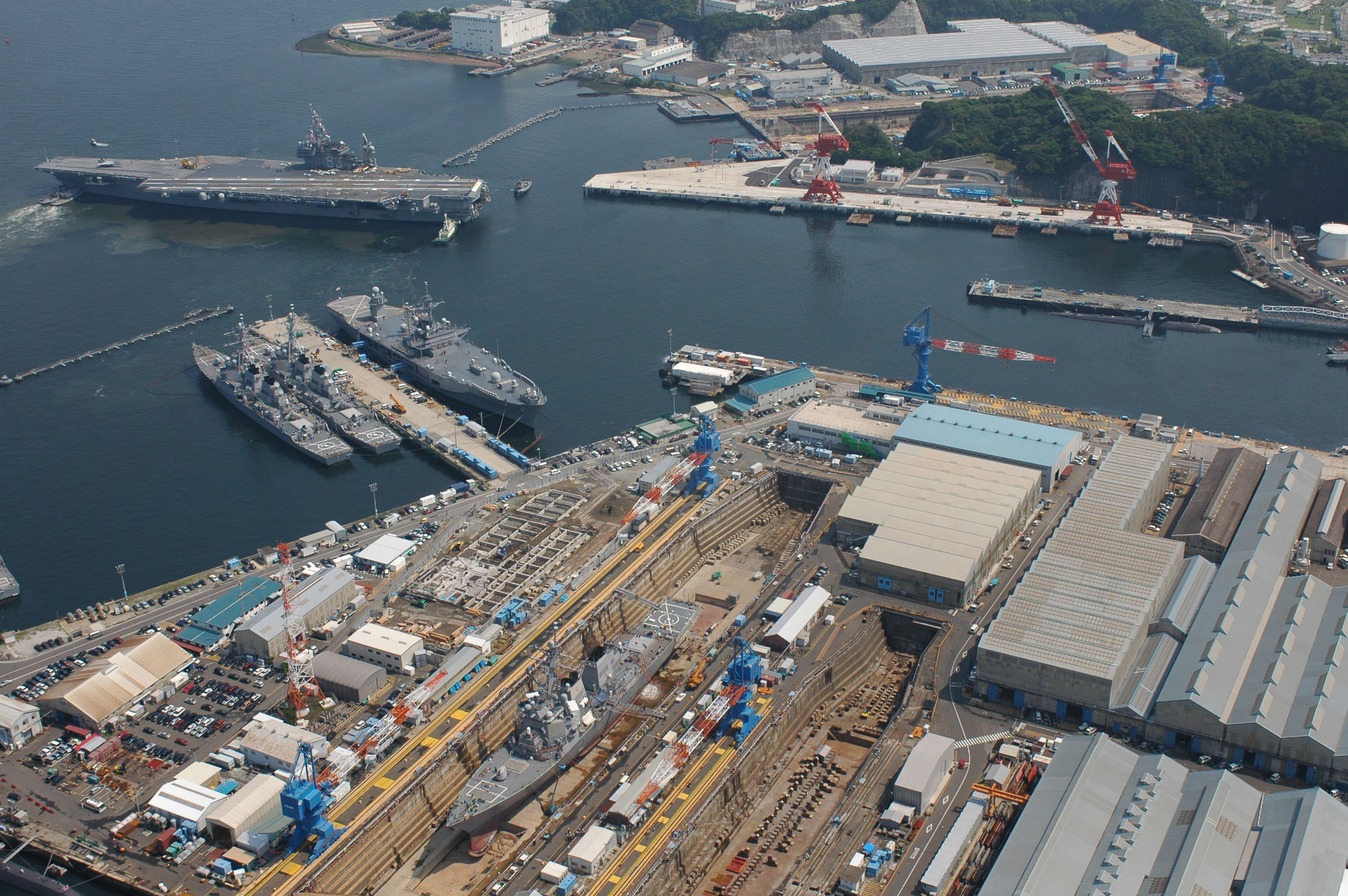
El USS Kitty Hawk atracant a la base naval americana de Yokosuka, Japó.

Hi ha establiments costaners per donar suport a la missió de la flota mitjançant l'ús d'instal·lacions terrestres. Entre les ordres de la creació riba, a l'abril del 2011, són el Comandament Naval d'educació i formació, la Comandament de Meteorologia Naval i Oceanografia, el Comandament de sistemes de guerra naval i espaial, el Comandament d'Enginyeria d'Instal·lacions Navals, el Comandament de sistemes de subministrament naval, el Comandament naval de sistemes aeris, el Comandament de Sistemes Navals del Mar, l'Oficina de Medicina i Cirurgia, l'Oficina de Personal Naval, l'Acadèmia Naval dels Estats Units, el Centre Naval de Seguretat, el Centre de Guerra Aèria i Naval, i l'Observatori Naval dels Estats Units. Els llocs web oficials de la Marina enumeren l'Oficina del Cap d'Operacions Navals i del Cap de les Operacions Navals com a part de l'establiment de la costa, però aquestes dues entitats se situen de manera superior a les altres organitzacions, exercint un paper coordinador.

### Relacions amb altres branques de serveis

#### Cos de Marines dels Estats

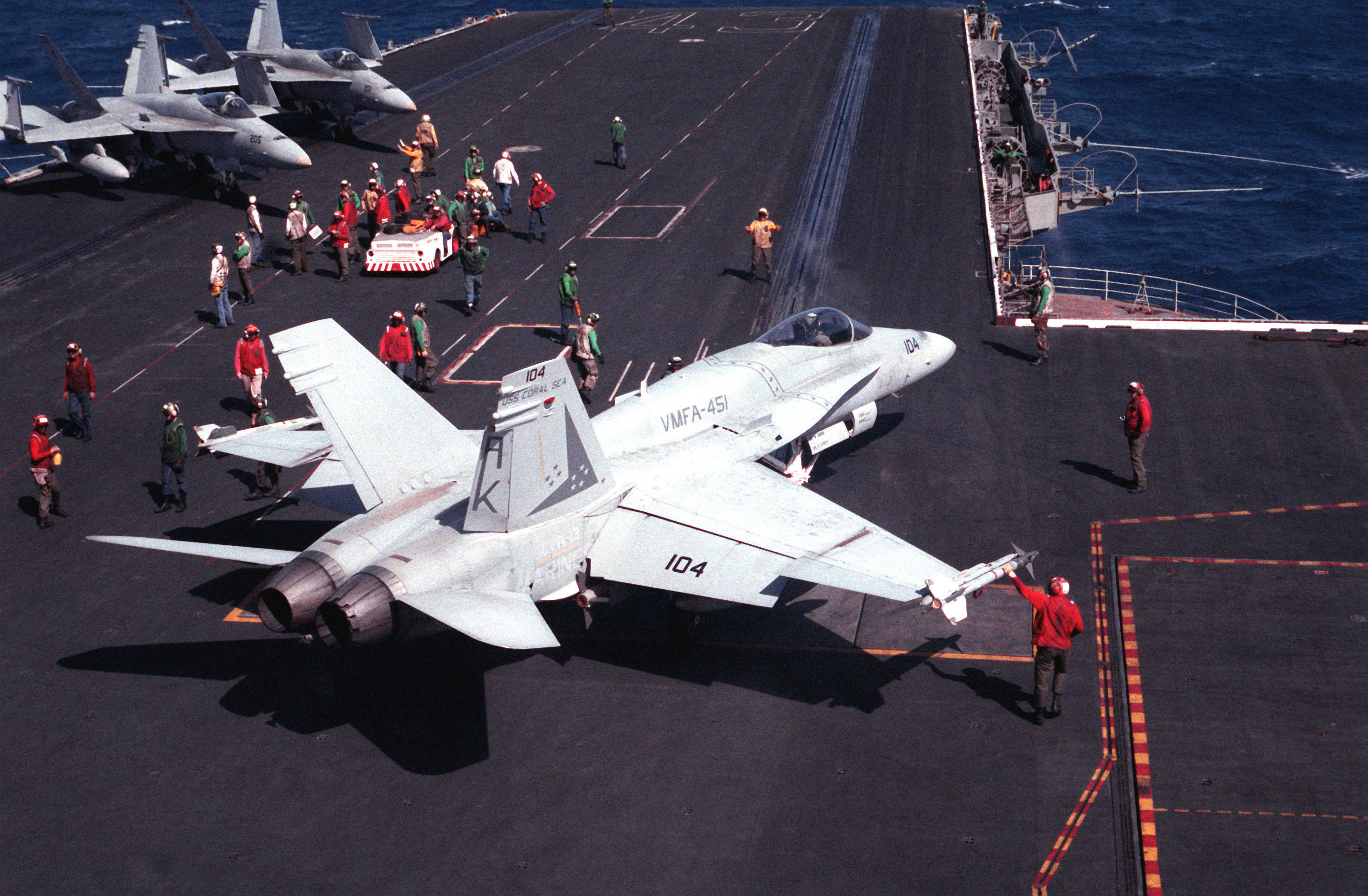
Un F/A-18 Marine de VMFA-451 que es prepara pel llançament des de l'USS Coral Sea

El 1834, el Cos de Marines va passar a mans del Departament de la Marina. Històricament, la Marina ha tingut una relació única amb el USMC, en part perquè totes dues s'especialitzen en operacions marines. Junts la Marina i el Cos de Marines formen el Departament de la Marina i informen el secretari de la Marina. Tanmateix, el Cos de Marines és una branca de servei diferent i separada amb el seu propi cap de servei uniformat - el comandant del cos marítim, un general de quatre estrelles.
El Cos de Marina depèn de la Marina per a l'assistència mèdica (dentistes, metges, infermeres, tècnics mèdics coneguts com a cadàvers) i suport religiós (capellans). Així els oficials de la Marina i els mariners alistats compleixen aquests papers. Quan s'uneixen a les unitats del Cos de Marines desplegades en un entorn operatiu, generalment porten uniformes de camuflatge marí, però d'altra manera, porten uniformes de vestir de la Marina a menys que optin per complir els estàndards de preparació del cos marítim.
En l'entorn operatiu, com a força expedicionària especialitzada en operacions amfibies, els Marines sovint s'embarquen en vaixells de la Marina per realitzar operacions des de fora de les aigües territorials. Les unitats marines que es despleguen com a part de la Task Force Marine Air-Ground (MAGTF) operen sota el comandament de la cadena de comandament naval existent. Tot i que les unitats marines operen habitualment des de vaixells d'assalt amfibis, la relació ha evolucionat al llarg dels anys, ja que el comandant del Grup d'Aeri/Transport (CAG) no treballa per al comandant del transportista, sinó que es coordina amb el CO i el personal del vaixell. Algunes esquadres d'aviació marina, generalment d'ala fixa assignats a les ales d'aeronaus portadores entrenen i operen al costat d'esquadrons de la Marina; volen missions similars i sovint volen sortides junts sota el coneixement del NATOPS.

#### Guardacostes dels Estats Units

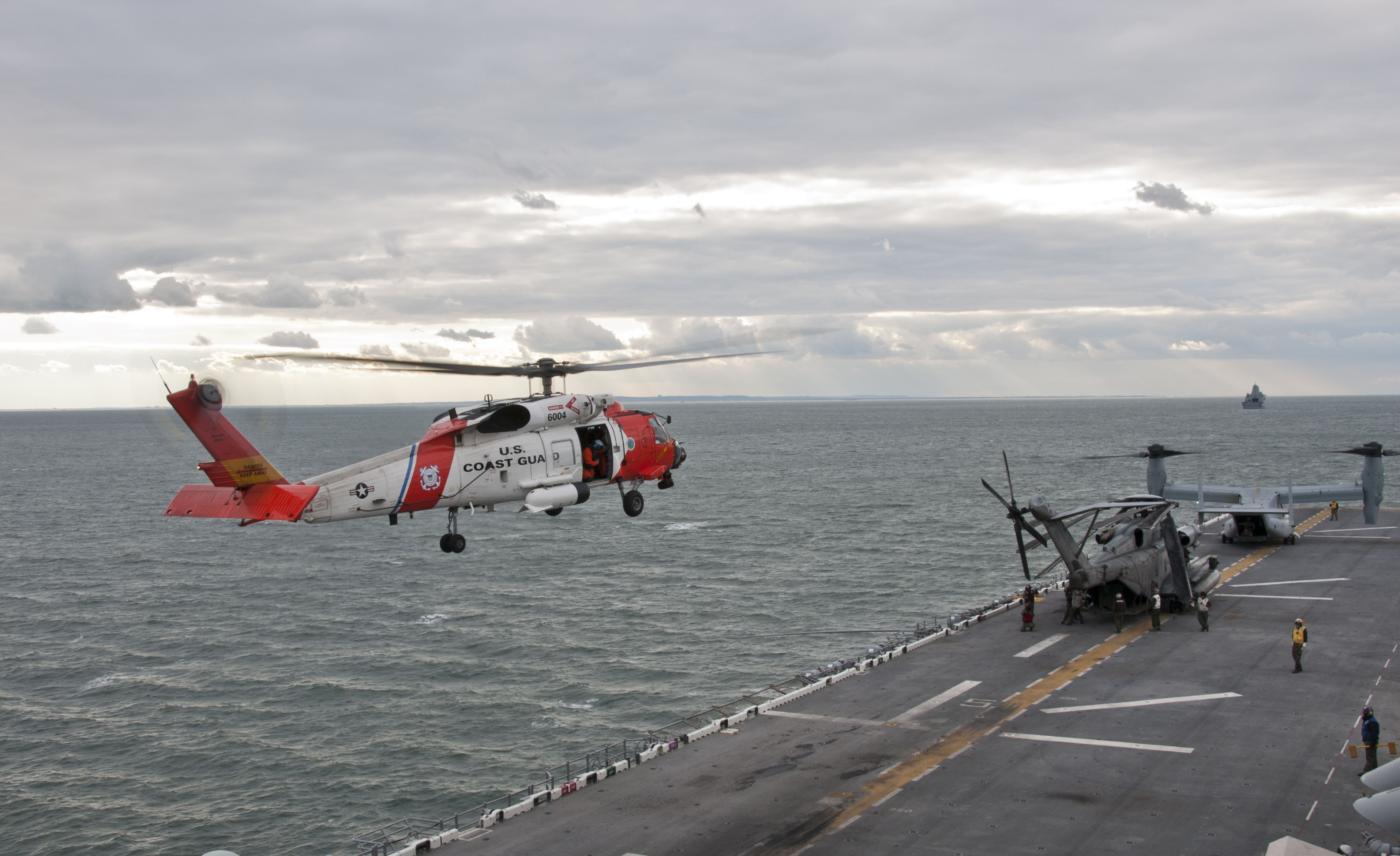
Un helicòpter de la Guàrdia Costanera dels Estats Units que es prepara per aterrar a la coberta del vol del vaixell d'assalt amfibi  USS Wasp
La Guàrdia Costanera, en la seva funció de pau en temps real amb el Departament de Seguretat Nacional, compleix la seva funció d'aplicació de la llei i salvament en l'entorn marítim. Proporciona destacaments per a la legislació (LEDET) als vaixells de la Marina, on realitzen detencions i altres tasques de la llei durant les missions d'embarcament i interdicció navals. En temps de guerra, la Guàrdia Costera opera com a servei a l'Armada. En altres moments, unitats de seguretat portuària de la Guàrdia Costeras'envien a l'estranger per vetllar per la seguretat dels ports i altres actius. La Guàrdia Costanera també assisteix conjuntament els grups d'esquadra i les esquadrons navals de la Marina de la Marina (els darrers coneguts com a comandaments de defensa portuària fins a finals del 2004), que supervisen els esforços de defensa en els combats litorals estrangers i en zones costaneres.

## Personal

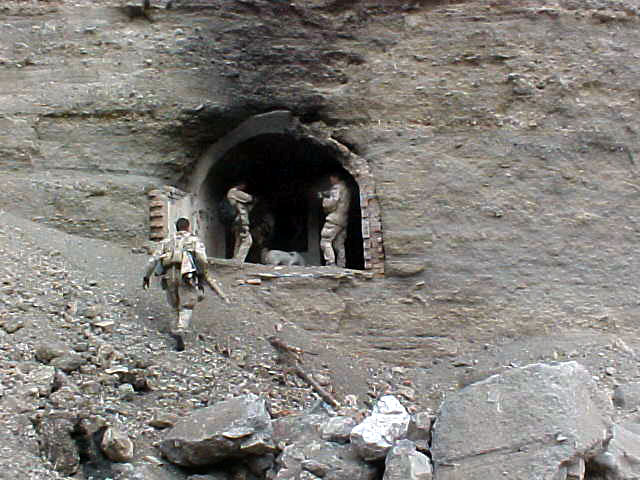
Navy SEALs en una de les entrades al complex rupestre de Zhawar Kili

La Marina dels Estats Units compta amb més de 400.000 efectius, aproximadament una quarta part dels quals es troben en reserva. De les persones en exercici actiu, més del vuitanta per cent són mariners allistats i al voltant del quinze per cent són oficials; la resta són cadets de l'Acadèmia Naval dels Estats Units i representants del Cos de Formació d'Oficials de la Reserva Naval a més de 180 universitats del país i candidats a oficials a l'Escola de Candidats a Oficials de la Marina.
Els mariners inscrits completen la formació militar bàsica al camp d'instrucció i són enviats a un entrenament complet per a les seves carreres individuals.
Els mariners que demostren que dominen les habilitats i mereixen responsabilitats completant les tasques i els exàmens de normes de qualificació de personal (PQS). Entre els més importants es troba la "qualificació de la guerra", que denota un nivell de capacitat de viatge en superfície de guerra, aviació, aviació de la informació de domini, avió naval, guerra especial, guerra de Seabee, guerra submarina o guerra d'expedicionària. Es denoten moltes qualificacions amb uniforme de mariner amb les insígnies pròpies.

### Uniformes
Els uniformes de la Marina dels Estats Units han evolucionat gradualment des que es van publicar les primeres regulacions uniformes per als oficials el 1802 sobre la formació del Departament de la Marina. Els colors predominants dels uniformes de la Marina dels Estats Units són el blau marí i el blanc. Els uniformes de la Marina dels Estats Units es basaven en els uniformes de la Royal Navy de l'època i han tendit a seguir aquest model.

#### Oficials
Les files d'oficials de la Marina nord-americana es divideixen en tres categories: oficials subalterns, oficials superiors i oficials de bandera. Els oficials subalterns són els oficials en els graus de remuneració O-1 a O-4, mentre que els oficials superiors són els que es troben en els graus de remuneració O-5 i O-6, i els oficials de bandera són els que tenen les notes de la O-7 i superior.
| Codi OTAN                                                                                                  | OF-1               | OF-1                                        | OF-2               | OF-3                                  | OF-4                | OF-5               | OF-6                                   | OF-7                        | OF-8                      | OF-9             | OF-10                              |
| Grau de salari                                                                                             | O-1                | O-2                                         | O-3                | O-4                                   | O-5                 | O-6                | O-7                                    | O-8                         | O-9                       | O-10             | Especial¹                          |
| Secció | Oficials inferiors | Oficials inferiors                          | Oficials inferiors | Oficials inferiors                    | Oficials superiors  | Oficials superiors | Almiralls                              | Almiralls                   | Almiralls                 | Almiralls        | Almiralls                          |
| --- | ------------------ | ------------------------------------------- | ------------------ | ------------------------------------- | ------------------- | ------------------ | -------------------------------------- | --------------------------- | ------------------------- | ---------------- | ---------------------------------- |
| Insígnia                                                                                                   | Alferes            | Tinent (inferior)                           | Tinent             | Tinent Comandant                      | Comandant           | Capità             | Contraalmirall inferior                | Contraalmirall              | Vicealmirall              | Almirall         | Almirall de la Flota               |
| Títol | Alferes Ensign     | Tinent (inferior) Lieutenant (junior grade) | Tinent Lieutenant  | Tinent Comandant Lieutenant Commander | Comandant Commander | Capità Captain     | Contraalmirall (inferior) Rear Admiral | Contraalmirall Rear Admiral | Vicealmirall Vice Admiral | Almirall Admiral | Almirall de la Flota Fleet Admiral |
| Abreviació²                                                                                                | ENS                | LTJG                                        | LT                 | LCDR                                  | CDR                 | CAPT               | RDML                                   | RADM                        | VADM                      | ADM              | FADM                               |
| |                    |                                             |                    |                                       |                     |                    |                                        |                             |                           |                  |                                    |
| ¹ Atorgat en períodes de guerra declarada. ² No s'utilitzen punts a les abreviatures dels diferents graus. |                    |                                             |                    |                                       |                     |                    |                                        |                             |                           |                  |                                    |

Els oficials de la Marina serveixen com a oficial de línia o com a oficial de cos de personal. Els oficials de línia porten una estrella d'or brodada per sobre del seu rang de vestit de servei naval, mentre que els oficials de cos i els oficials de comandament porten dispositius especials exclusius.
| Tipus                          | Oficial de línia           | Cos mèdic                     | Cos dental                   | Cos d'infermeria       | Cos del servei mèdic   | Cos de Jutges de l'Advocacia General            |
| ------------------------------ | -------------------------- | ----------------------------- | ---------------------------- | ---------------------- | ---------------------- | ----------------------------------------------- |
| Insígnia                       |                            |                               |                              |                        |                        |                                                 |
| Dissenyador1                   | 1XXX                       | 210X                          | 220X                         | 290X                   | 230X                   | 250X                                            |
| Cos de Clergues (Fe cristiana) | Cos de Clergues (fe jueva) | Cos de Clergues fe musulmana) | Cos de Clergues (fe budista) | Cos de subministrament | Cos d'enginyers civils | Comunitat jurídica (oficial de treball limitat) |
|                                |                            |                               |                              |                        |                        |                                                 |
| 410X                           | 410X                       | 410X                          | 410X                         | 310X                   | 510X                   | 655X                                            |
|                                |                            |                               |                              |                        |                        |                                                 |

##### Oficials tècnics

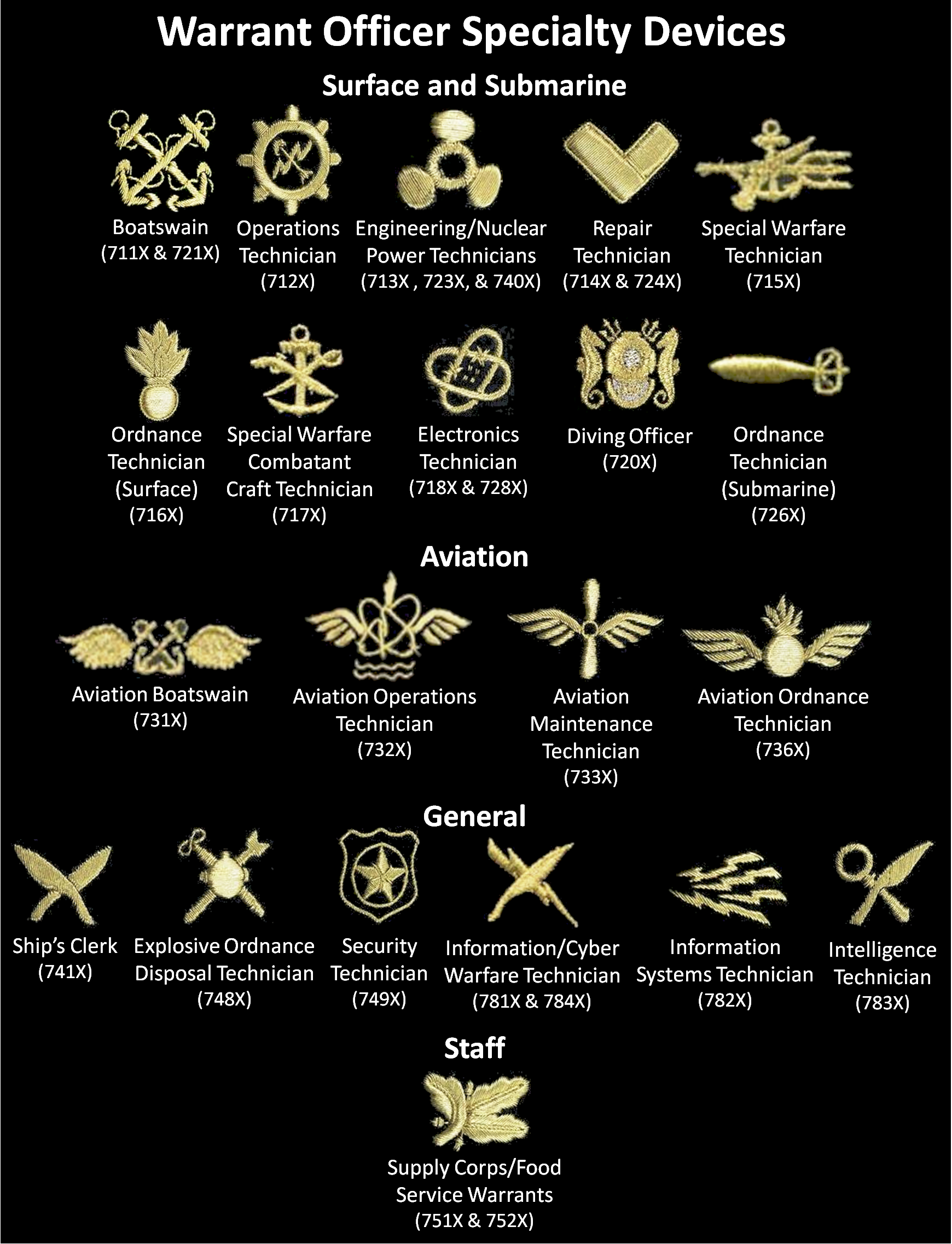
Insígnies d'especialitat dels oficials tècnics

Els rangs de l'oficial de comandament i de comandament són especialistes tècnics que dirigeixen activitats específiques bàsiques per al bon funcionament del vaixell, que també requereixen l'autoritat d'oficial. Els oficials de comandament de la Marina serveixen en 30 especialitats que cobreixen cinc categories. No s'han de confondre els oficials de garantia amb l'oficial de treball limitat (LDO) de la Marina. Els oficials de garantia compleixen funcions que estan directament relacionades amb el seu servei prèvia inscrit i la formació especialitzada. Això permet a l'Armada aprofitar l'experiència dels oficials de comandament sense haver de passar amb freqüència a altres tasques per avançar. La majoria dels oficials de comandament de la Marina accedeixen des dels graus de contramestres, E-7 a E-9, anàloga a un suboficial superior dels altres serveis, i ha de tenir un mínim de 14 anys en servei.
| Codi OTAN      | WO-1              | WO-2                    | WO-3                    | WO-4                    | WO-5                    |
| Grau de salari | WO-1              | WO-2                    | WO-3                    | WO-4                    | WO-5                    |
| -------------- | ----------------- | ----------------------- | ----------------------- | ----------------------- | ----------------------- |
| Insígnia       |                   |                         |                         |                         |                         |
| Títol          | Warrant Officer 1 | Chief Warrant Officer 2 | Chief Warrant Officer 3 | Chief Warrant Officer 4 | Chief Warrant Officer 5 |
| Abreviació     | WO-1              | WO-2                    | WO-3                    | WO-4                    | WO-5                    |

##### Sots-oficials i marineria
Es considera que els mariners de les classes E-1 de salari a E-3 es troben en situació d'aprenentatge. divideixen en cinc grups definibles, amb marques de tipus de colors de color que designen el grup al qual pertanyen: Mariner, Bombers, Aviador, Constructor i Hospitalari. E-4 a E-6 són sots-oficials (NCOs), i s'anomenen específicament contramestres a la Marina. Els contramestres no només exerceixen les funcions del seu camp de carrera específic, sinó que també serveixen com a líders del personal inscrit. De la E-7 a la E-9 encara es consideren contramestres, però es consideren una comunitat separada de la Marina. Disposen de dormitoris i menjadors separats (on sigui possible), porten uniformes diferents i fan funcions separades.
Després d'assolir el rang de Contramestre Superior en Cap, un membre del servei pot triar continuar la seva carrera convertint-se en un Contramestre Superior en Cap de Comandament (CMC). Es considera que un CMC és el membre del servei més alt inscrit en un comandament i és l'assistent especial del Comandant en tots els assumptes relatius a la salut, el benestar, la satisfacció laboral, la moral, la utilització, l'avançament i la formació dels comandaments inscrits. personal. Els CMC poden ser de nivell de comandament (dins d'una sola unitat, com ara una nau o estació terrestre), nivells de flota (esquadrons que consisteixen en diverses unitats operatives, encapçalats per un oficial de bandera o mercaderia) o nivell de força (consistent) d'una comunitat diferent de la Marina).
Les insígnies CMC són similars a les insígnies de Comandant Superior, excepte que el símbol de qualificació es substitueix per una estrella invertida de cinc punts, que reflecteix un canvi en la qualificació de la qualificació anterior (és a dir, MMCM) a CMDCM. Les estrelles per al cap mestre de comandament són d'argent, mentre que les estrelles per al cap mestre de la flota o la força són d'or. A més, els CMC porten una insígnia, usada a la butxaca del pit esquerre, que denoten el seu títol (Comandament / Flota / Força).
| Insígnia   | Sense insígnia                 |                                    |                |                                               |                                               |                                               |                                      |                                                   |                                                    |                                                                            |                                                                               |                                                                             |  |  |
| Títol      | Mariner Recluta Seaman Recruit | Mariner Aprenent Seaman Apprentice | Mariner Seaman | Contramestre Tercer Petty Officer Third Class | Contramestre Segon Petty Officer Second Class | Contramestre Primer Petty Officer First Class | Cap Contramestre Chief Petty Officer | Cap Contramestre major Senior Chief Petty Officer | Cap Mestre Contramestre Master Chief Petty Officer | Cap Mestre Contramestre del Comandament Command Master Chief Petty Officer | Cap Mestre Contramestre de Flota/Força Force/Fleet Master Chief Petty Officer | Cap Mestre Contramestre de la Marina Master Chief Petty Officer of the Navy |  |  |
| Abreviació | SR                             | SA                                 | SN             | PO3                                           | PO2                                           | PO1                                           | CPO                                  | SCPO                                              | MCPO                                               | CMDCM                                                                      | FLTCM/FORCM                                                                   | MCPON                                                                       |  |  |
|            |                                |                                    |                |                                               |                                               |                                               |                                      |                                                   |                                                    |                                                                            |                                                                               |                                                                             |  |  |

#### Insígnies de la Marina dels Estats Units
La insígnia i les insígnies de la Marina dels Estats Units són "insígnies" militars emeses pel departament de la Marina dels Estats Units als membres del servei naval que aconsegueixen certes qualificacions i èxits mentre presten un servei actiu i de reserva a l'armada dels Estats Units. La majoria de les insígnies de l'aviació naval també poden utilitzar-se amb uniformes del Cos de Marines dels Estats Units.
Tal com es descriu al Capítol 5 del Reglament uniforme de la Marina dels Estats Units, les "insígnies" es classifiquen en insígnies de pit (generalment es porten immediatament per sobre i per sota de les cintes) i insígnies d'identificació (generalment portades al nivell de la butxaca del pit). Les insígnies de pit es divideixen encara entre el comandament i guerra i altra qualificació.
La Insignia es presenta en forma d'agulles metàl·liques sobre els uniformes formals i cintes de brodades amb els uniformes de treball. A l'efecte d'aquest article, s'utilitza el terme general "insígnies" per descriure ambdues, tal com es fa a les Normes Uniformes de la Marina. El terme "insígnia", encara que s'utilitza ambigüement en altres branques militars i en parla informal per descriure qualsevol passador, pegat o llengüeta, és exclusiu de les insígnies d'identificació i premis de punteria segons la llengua del Reglament sobre l'uniforme de la Marina, Capítol 5. A continuació es mostren algunes de les moltes insígnies que manté la Marina. La resta es pot veure a l'article citat a la part superior d'aquesta secció:

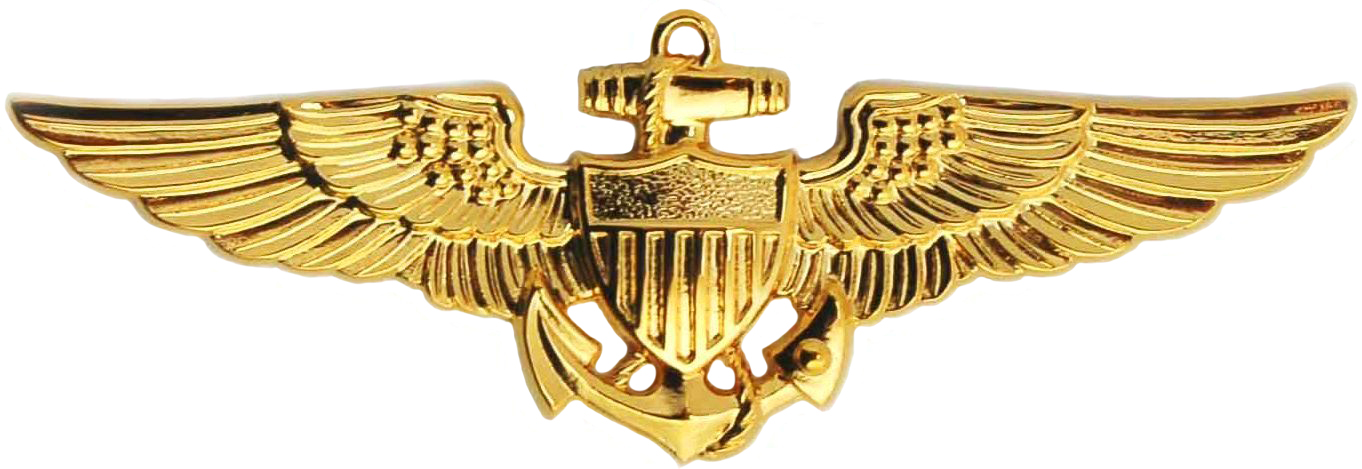
Insígnia d'aviador naval
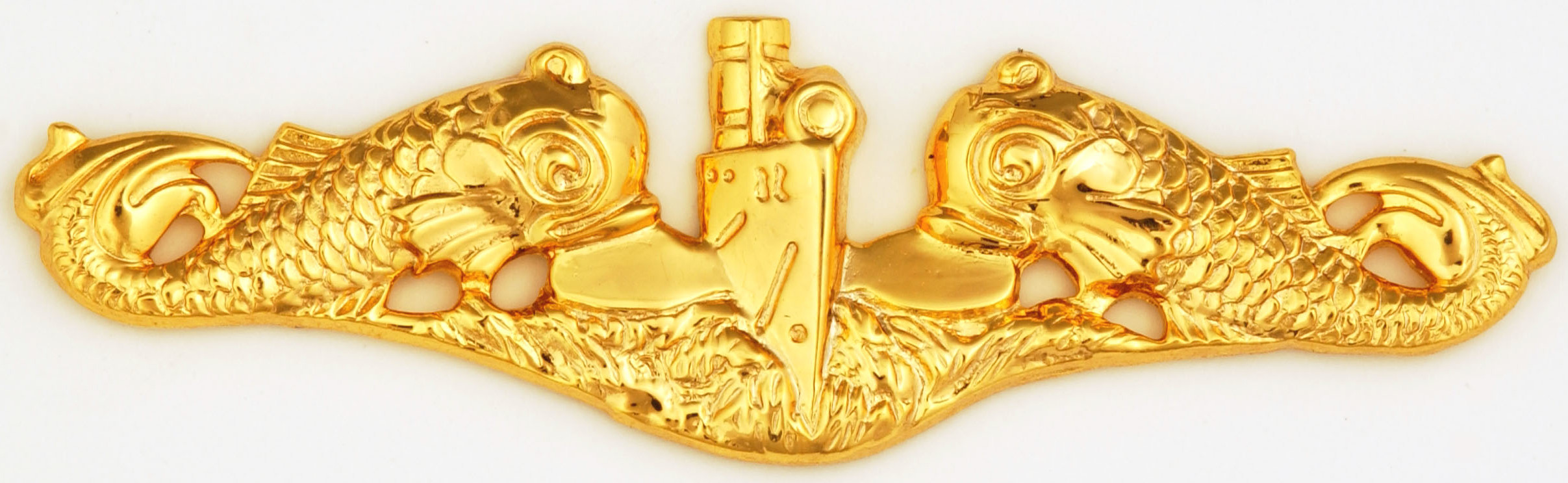
Oficial de submarins
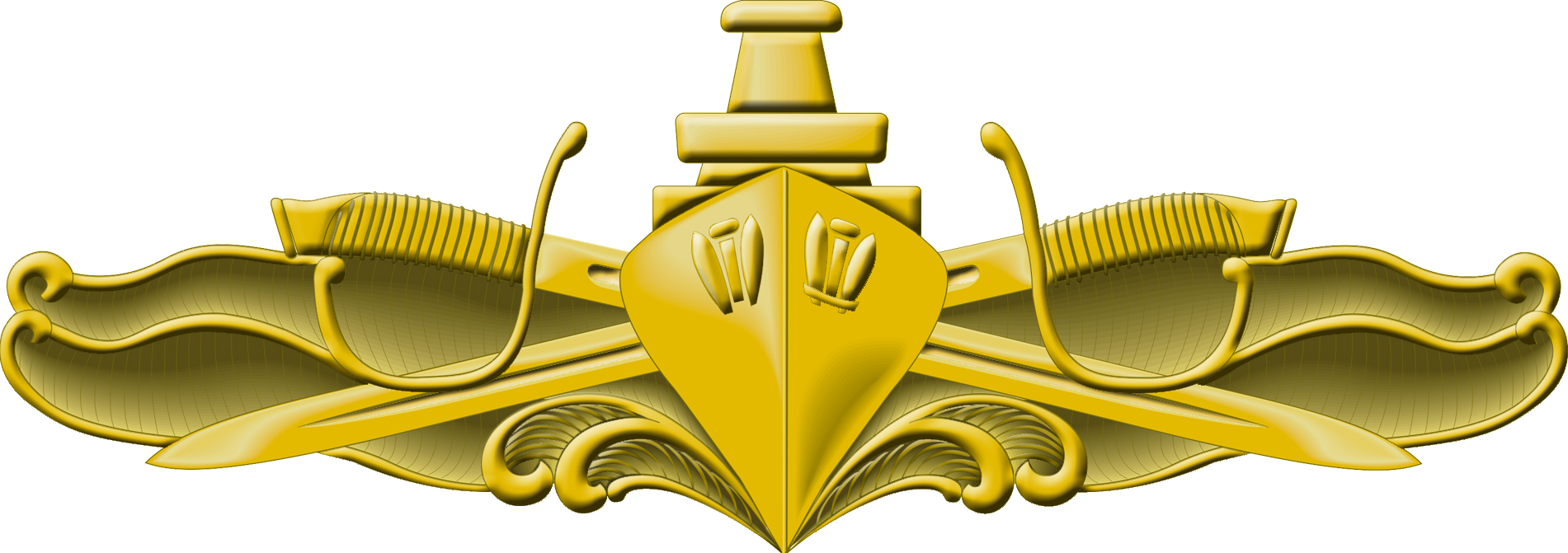
Insígnia d'oficial de guerra en superfície

#### Condecoracions de la Marina dels Estats Units
| Medalles al mèrit      |                                                                  |                                                                           |                                                                            | | |                                                                                            |
| Cinta                  | Creu de la Marina                                                | Medalla del Servei Distingit a la Marina                                  | Medalla de la Marina i del Cos de Marines                                  | Medalla del Servei Lloable a la Marina i al Cos de Marines                                                 | Medalla del Servei Realitzat a la Marina i al Cos de Marines                                                 | Galó d'Acció de Combat                                                                     |
| Nom                    | Creu de la Marina Navy Cross                                     | Medalla del Servei Distingit a la Marina Navy Distinguished Service Medal | Medalla de la Marina i del Cos de Marines Navy and Marine Corps Medal      | Medalla de la Menció Encomiable e a la Marina i al Cos de Marines Navy and Marine Corps Commendation Medal | Medalla del Servei Realitzat a la Marina i al Cos de Marines Navy and Marine Corps Achievement Medal         | Galó d'Acció de Combat Combat Action Ribbon                                                |
| Medalles de servei     |                                                                  |                                                                           |                                                                            | | |                                                                                            |
| Cinta                  |                                                                  |                                                                           | Galó d'Acció de Combat                                                     | Medalla Expedicionària de la Marina                                                                        | |                                                                                            |
| Nom                    |                                                                  |                                                                           | Galó d'Acció de Combat Combat Action Ribbon                                | Medalla Expedicionària de la Marina Navy Expeditionary Medal                                               | |                                                                                            |
| Medalles bona conducta |                                                                  |                                                                           |                                                                            | | |                                                                                            |
| Cinta                  |                                                                  |                                                                           | Medalla de bona conducta de la Marina                                      | Medalla del servei meritori a la reserva de la Marina                                                      | |                                                                                            |
| Nom                    |                                                                  |                                                                           | Medalla de bona conducta de la Marina Navy Good Conduct Medal              | Medalla del servei meritori a la reserva de la Marina Naval Reserve Meritorious Service Medal              | |                                                                                            |
| Citacions d'unitat     |                                                                  |                                                                           |                                                                            | | |                                                                                            |
| Cinta                  |                                                                  | Citació Presidencial d'Unitat                                             | Elogi d'Unitat Naval                                                       | Elogi d'Unitat Naval Meritòria                                                                             | Cinta "E" de la Marina                                                                                       |                                                                                            |
| Nom                    |                                                                  | Citació Presidencial d'Unitat Presidential Unit Citation                  | Elogi d'Unitat Naval Navy Unit Commendation                                | Elogi d'Unitat Naval Meritòria Navy Meritorious Unit Commendation                                          | Cinta "E" de la Marina Navy "E" Ribbon                                                                       |                                                                                            |
| Cintes de servei       |                                                                  |                                                                           |                                                                            | | |                                                                                            |
| Cinta                  | Galó de la Flota de Força de la Marina                           | Galó del Servei a l'Àrtic                                                 | Galó del Servei de Reclutament de la Marina                                | Galó de la Marina i del Cos de Marines pel Servei a Ultramar                                               | Galó del Desplegament de Servei al Mar                                                                       | Galó del Servei d'Entrenament de Reclutes de l'Armada                                      |
| Nom                    | Galó de la Flota de Força de la Marina Fleet Marine Force Ribbon | Galó del Servei a l'Àrtic Arctic Service Ribbon                           | Galó del Servei de Reclutament de la Marina Navy Recruiting Service Ribbon | Galó de la Marina i del Cos de Marines pel Servei a Ultramar Navy and Marine Corps Overseas Service Ribbon | Galó del Desplegament de Servei al Mar Sea Service Deployment Ribbon                                         | Galó del Servei d'Entrenament de Reclutes de l'Armada Navy Recruit Training Service Ribbon |
| Cinta                  |                                                                  |                                                                           | Cinta del curs d'Instructor Militar                                        | Cinta del servei de reclutament de la Força Aèria                                                          | Cinta honorífica de graduat en la instrucció bàsica de la USAF                                               |                                                                                            |
| Nom                    |                                                                  |                                                                           | Galó del Servei Naval de la Reserva Naval Reserve Sea Service              | Galó del Deure Cerimonial de la Marina Navy Ceremonial Duty                                                | Cinta honorífica de graduat en la instrucció bàsica de la Marina Navy Basic Military Training Honor Graduate |                                                                                            |
| Citacions per punteria |                                                                  |                                                                           |                                                                            | | |                                                                                            |
| Cinta                  |                                                                  |                                                                           | Galó de la Marina per Experts en Rifle                                     | Galó de la Marina per Experts en Pistola                                                                   | |                                                                                            |
| Nom                    |                                                                  |                                                                           | Galó de la Marina per Experts en Rifle Navy Expert Rifle Ribbon            | Galó de la Marina per Experts en Pistola Navy Expert Pistol Ribbon                                         | |                                                                                            |

## Bases

Mapa de bases navals als Estats Units

La mida, la complexitat i la presència internacional de la Marina dels Estats Units requereixen un gran nombre d'instal·lacions navals per donar suport a les seves operacions. Si bé la majoria de bases es troben dins dels mateixos Estats Units, l'Armada manté un nombre important d'instal·lacions a l'estranger, ja sigui en territoris controlats pels Estats Units o en països estrangers en virtut d'un Acord d'Estatut de les Forces (SOFA).

### Costa Est dels Estats Units
La segona major concentració d'instal·lacions es troba a Hampton Roads, Virginia, on la marina ocupa més de 15.000 hectàrees. Situats a Hampton Roads es troben l'estació naval Norfolk, port principal de la Flota de l'Atlàntic; Estació Aèria Naval Oceana, una base de jet master; la Base Amfibia Naval Little Creek; i el Centre de Suport a la Formació, Hampton Roads, així com una sèrie de drassanes comercials i de la Marina que donen servei a vaixells de la Marina. El Centre de Formació i Preparació Aegis es troba a l'activitat de suport naval Sud Potomac a Dahlgren, Virgínia. Maryland és la casa del riu Patuxent NAS, que acull l'Escola de pilots de proves de la Marina. A Maryland també es troba l'Acadèmia Naval dels Estats Units, situada a Annapolis. L'Estació Naval Newport a Newport, Rhode Island, acull nombroses escoles i comandaments d'arrendataris, incloent l'Escola de Candidats a Oficial, el Centre Naval de Guerra Submarina, entre d'altres, i també manté vaixells inactius.
També hi ha una base naval a Charleston, Carolina del Sud. Es troba a l'escola A nuclear i l'escola d'energia nuclear del camp i una de les dues escoles nuclears "prototipades". L'estat de Florida és la ubicació de tres grans bases, l'Estació Naval Mayport, la quarta major de la Marina, a Jacksonville, Florida ; l'Estació Naval Aèria Jacksonville, base de guerra antisubmarina Master Air; i la Estació Naval Aèria Pensacola; seu del Comandament d'Educació i Formació Naval, el Centre Tècnic de Formació de l'Aeri Naval que proporciona formació especialitzada per al personal d'aviació enrolat i és la base principal de formació de vols per als oficials de vol naval i del cos de marines i a la marineria que serveix com a tripulació aèria. També hi ha la NSA Panama City, Florida, que acull el Centre de formació de submarinisme i salvament de la Marina.
Les principals bases submarines de la Marina nord-americana de la costa est es troben a la base submarina naval de Nova York a Groton, Connecticut i NSB Kings Bay, a Kings Bay, Geòrgia. Les Drassanes Navals de Portsmouth a prop de Portsmouth, New Hampshire.que repara els submarins navals.L'Estació Naval Great Lakes, al nord de Chicago, Illinois és la llar del campament d'arrencada de la Marina per als mariners alistats.
El Washington Navy Yard de Washington, DC, és l'establiment més antic de la costa de la Marina i serveix de centre cerimonial i administratiu per a la Marina nord-americana, seu del cap d'operacions navals, i seu de nombrosos comandaments.

### Costa Oest dels Estats Units i Hawaii

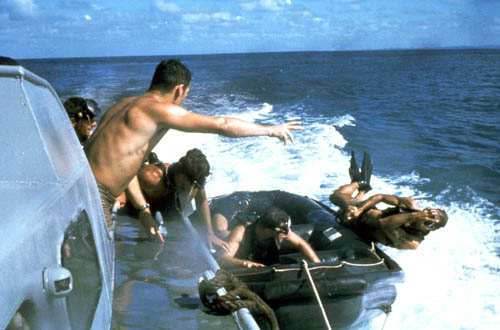
Membres d'un equip de demolició submarina mitjançant la tècnica de colat des d'una llanxa ràpida

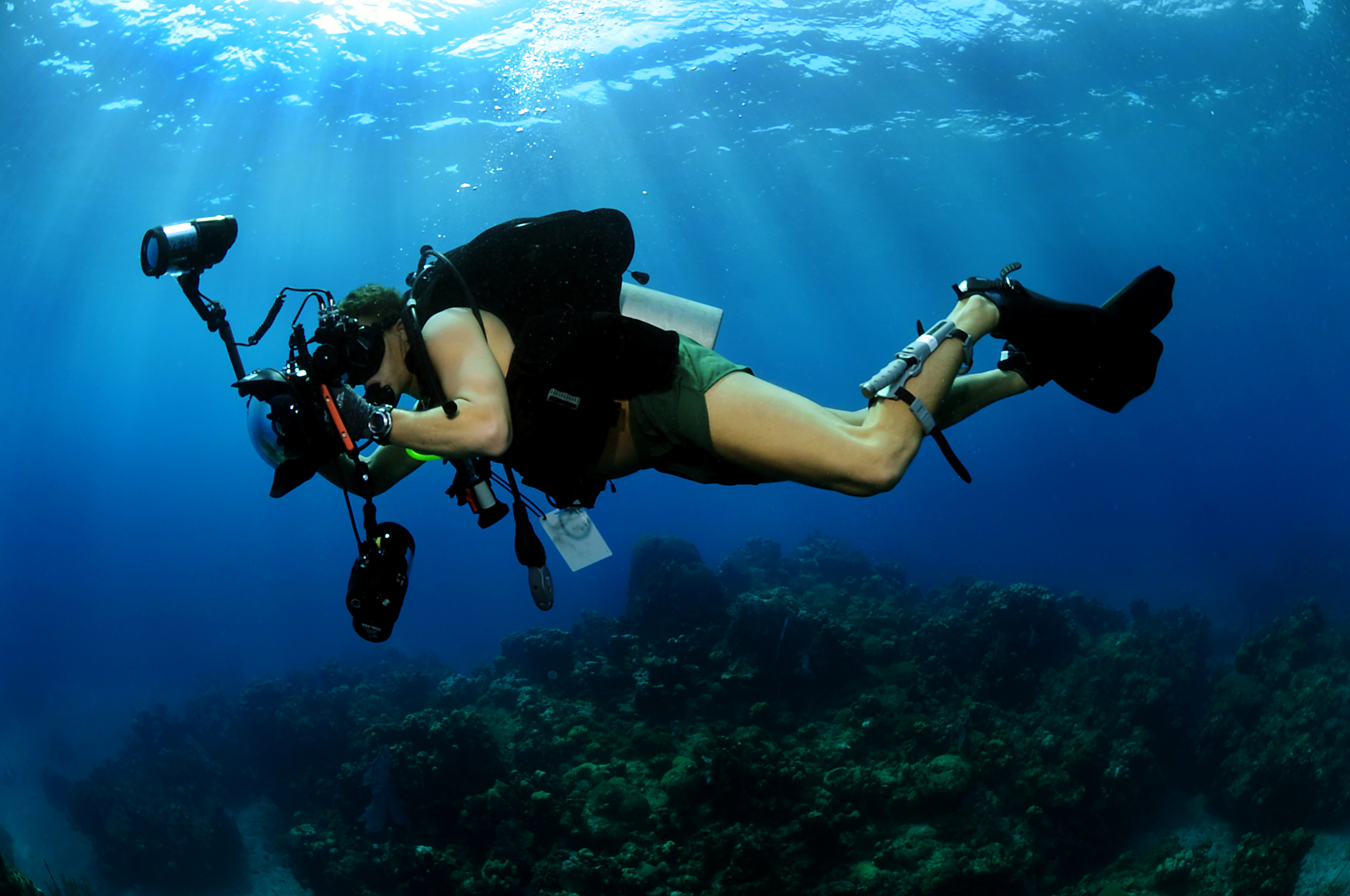
Equip de fotografies submarines de combat: un submarinista de la Marina dels Estats Units durant un entrenament de fotografia submarina a la costa de la badia de Guantànamo

El complex més gran de la marina és l'estació naval d'armes aèries de China Lake, Califòrnia, que abasta 4.500 km² de superfície, o aproximadament 1/3 del total de les explotacions terrestres de la Marina nord-americana.
La Base Naval de San Diego, Califòrnia, és el principal port de la flota del Pacífic, tot i que la seva seu es troba a Pearl Harbor, Hawaii. La Estació Aèria Naval Noth Island es troba al costat nord de Coronado (Califòrnia), i és la seu de la seu per a les Forces Aèries Navals i la Força Aèria Naval del Pacífic, la major part dels esquadrons de la flota del Pacífic i part de la flota de portaavions de la Costa Oest. La Base Naval Amfíbia de Coronado es troba a l'extrem sud de l'illa de Coronado i acull els equips SEAL de la costa oest de la marina i unitats especials per a embarcacions. El NAB Coronado també acull el Centre de Guerra Naval Especial, el centre d'entrenament primari pels SEALs.
L'altra important col·lecció de bases navals de la costa oest es troba a Puget Sound, Washington. Entre ells, l'Estació Naval Everett és una de les bases més recents i la marina afirma que és la seva instal·lació més moderna.
La Estació Naval Aèria Fallon, Nevada, serveix com a principal camp d'entrenament per a les tripulacions aèries dels atacs de marina, i és Naval Strike Air Warfare Center. Les Bases Master Jet també es troben a Estació Naval Aèria Lemoore, Califòrnia i Estació Naval Aèria Whidbey Island, Washington, mentre que la comunitat d'aeronaus d'alerta primerenca basada en els portaavions i les principals activitats de proves aèries es troben a Estació Naval Aèria Point Mugu, Califòrnia. La presència naval a Hawaii està centrada en Estació Naval Pearl Harbor, que acull la seu de la flota del Pacífic i molts dels seus comandaments subordinats.

### Territoris dels Estats Units

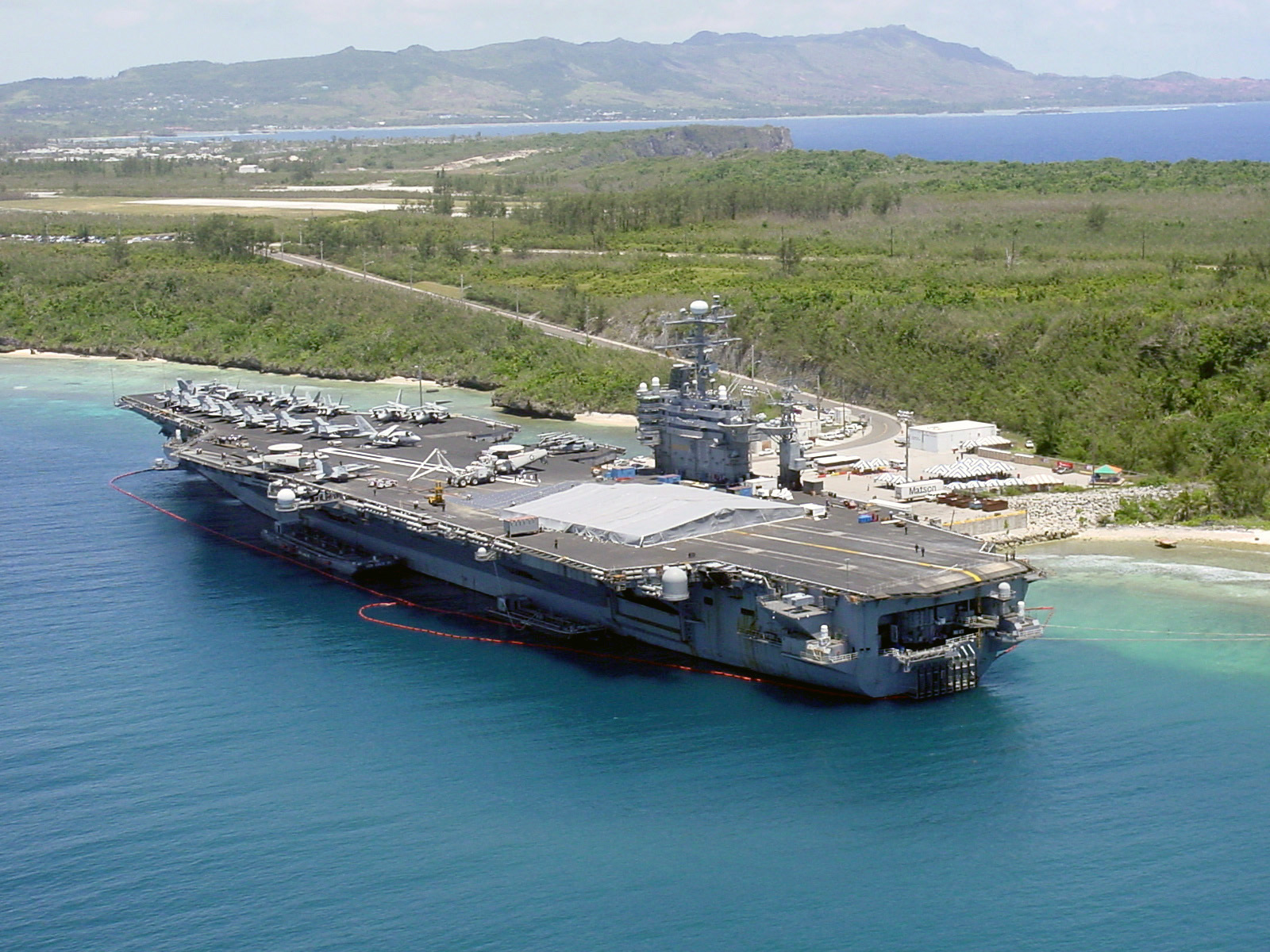
Costat del moll del USS Carl Vinson al port d'Apra, Guam

Guam, una illa estratègica situada a l'oceà Pacífic Occidental, manté una important presència de la Marina dels Estats Units, inclosa la Base Naval Guam. El territori més occidental dels Estats Units, conté un port natural d'aigües profundes capaç d'acollir portaavions en cas d'emergència. La seva estació aèria naval es va desactivar el 1995 i les seves activitats de vol es van traslladar a la base de la Força Aèria Andersen propera .
Puerto Rico antigament allotjava l'Estació Naval Roosevelt Roads, que va ser tancat el 2004 poc després del tancament controvertit de la zona d'entrenament en directe a la propera illa de Vieques.

### Països estrangers
La base més gran a l'estranger és la de Yokosuka, Japó, que serveix de port nacional per a la flota més gran desplegada cap endavant de la marina i és una base important d'operacions al Pacífic Occidental.
Les operacions europees giren entorn d'instal·lacions a Itàlia (Sigonella i Estació Naval d'Informàtica i Telecomunicacions Nàpols) amb NSA Nàpols com a porta d'accés a la Sisena Regió Naval de la Flota i Comandament d'Europa, Àfrica, Sud-oest d'Àsia (CNREURAFSWA) i instal·lacions addicionals a Gaeta. També hi ha la Base Naval de Rota a Espanya i l'estació Naval Souda Bay a Grècia .
A l'Orient Mitjà, les instal·lacions navals es troben gairebé exclusivament en països fronterers amb el Golf Pèrsic, amb Estació Naval Aèria Bahrain com a seu del Comandament Central de les Forces Navals dels Estats Units i la Cinquena Flota dels Estats Units.
La Base Naval de la badia de Guantánamo, a Cuba, és la instal·lació més antiga a l'estranger i s'ha conegut en els darrers anys com a ubicació d'un camp de detenció de presumptes operadors d'Al-Qaeda.

## Equipament
A partir del 2018, la marina opera més de 460 vaixells, inclosos vaixells operats pel Comandament Militar de Segellament (MSC) tripulats per una combinació de contractistes civils i un nombre reduït de personal naval uniformat, 3.650 aeronaus més, 50.000 vehicles sense combat i posseeix 75.200 edificis sobre 13.000 km².

### Naus
Els noms dels vaixells encarregats de la Marina dels Estats Units es prefereixen amb les lletres "USS", que designen "United States Ship" ("Vaixell dels Estats Units"). Els vaixells no comandats, vaixells comandats per civils de la marina tenen noms que comencen amb "USNS", que operen per "United States Naval Ship" ("Vaixell naval dels Estats Units"). Els noms dels vaixells són seleccionats oficialment pel secretari de la marina, sovint per homenatjar persones importants o llocs. A més, a cada vaixell se li ofereix un símbol de classificació del casc basat en lletres (per exemple, CVN o DDG) per indicar el tipus i el número del vaixell. Tots els vaixells de l'inventari de la marina es troben al Registre de vaixells navals, que forma part de la “llista de la Marina” (requerida per l'article 29 de la Convenció de les Nacions Unides sobre el dret del mar). ]El registre fa un seguiment de dades com l'estat actual d'un vaixell, la data de la seva posada en servei i la data del seu desistiment. Es diu que els vaixells que s'eliminen del registre abans de la seva eliminació s'han eliminat del registre. La marina també manté una flota de reserva de vaixells inactius que es mantenen per a la seva reactivació en temps de necessitat.
L'armada nord-americana va ser una de les primeres a instal·lar reactors nuclears a bord dels vaixells; avui en dia, l'energia nuclear alimenta tots els portaavions i submarins actius dels Estats Units. En el cas dels portaavions classe Nimitz, dos reactors navals donen a la nau un abast gairebé il·limitat i proporcionen prou energia elèctrica per alimentar una ciutat de 100.000 persones. La Marina dels Estats Units abans operava creuers de propulsió nuclear, però tots han estat donat de baixa.
L'armada nord-americana havia identificat una necessitat de 313 vaixells de combat a principis dels anys 2010, però segons els seus plans en aquell moment només es podien permetre de 232 a 243. Al març de 2014, l'armada va començar a comptar vaixells de suport autodesplegables com ara els minadors, la vigilància. embarcacions i remolcadors a la "flota de batalla" per arribar a un nombre de 272 a l'octubre de 2016, i inclou els vaixells que han estat posats en "embolicat".
La quantitat de vaixells generalment oscil·la entre els 270 i els 300 a finals dels 2010s. El febrer de 2022, la Marina té 296 vaixells de batalla, però en total té uns 500 vaixells per complir les seves obligacions.

#### Portaavions

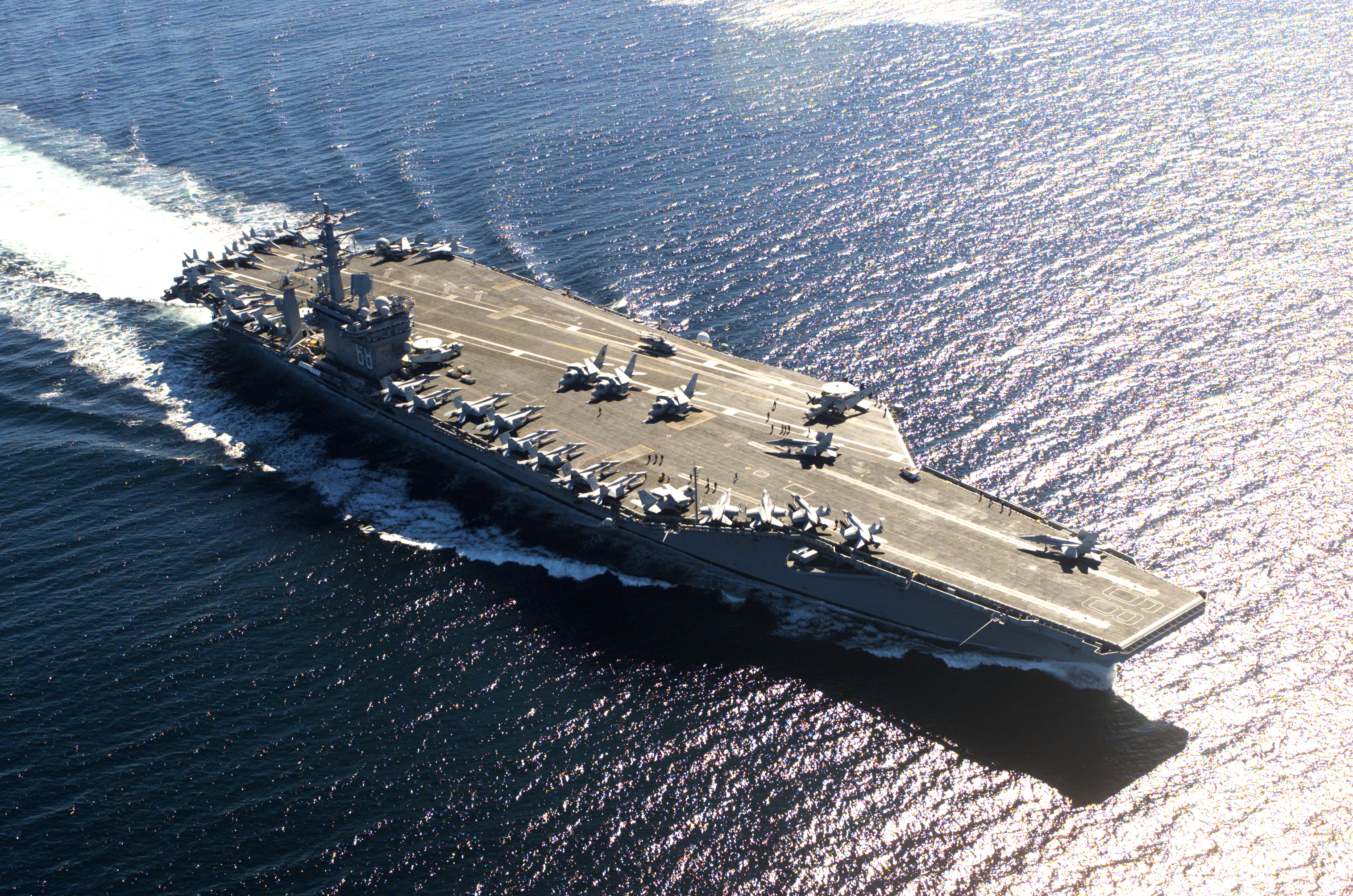
El USS Nimitz, un portaavions classe Nimitz

Generalment es desplega un portaavions juntament amb una sèrie de vaixells addicionals, formant un grup d'atac de portaavions. Els vaixells de suport, que solen incloure tres o quatre creuers i destructors equipats amb Aegis, una fragata i dos submarins d'atac, tenen l'encàrrec de protegir el portaavions de les amenaces aèries, míssils, marines i submarines, a més de proporcionar les mateixes capacitats addicionals de vaga. El suport logístic preparat per al grup el proporciona una nau combinada de municions, oleagineria i subministrament.
Els portaavions moderns reben el nom d' almiralls i polítics americans, normalment presidents. [94]
La Marina té un requisit legal per a un mínim d'11 portaavions.Actualment n'hi ha deu que es poden desplegar i un, el USS Gerald R. Ford, que actualment està sotmesa a proves de sistemes i tecnologies àmplies fins al voltant del 2021.

#### Vaixells de guerra amfibis

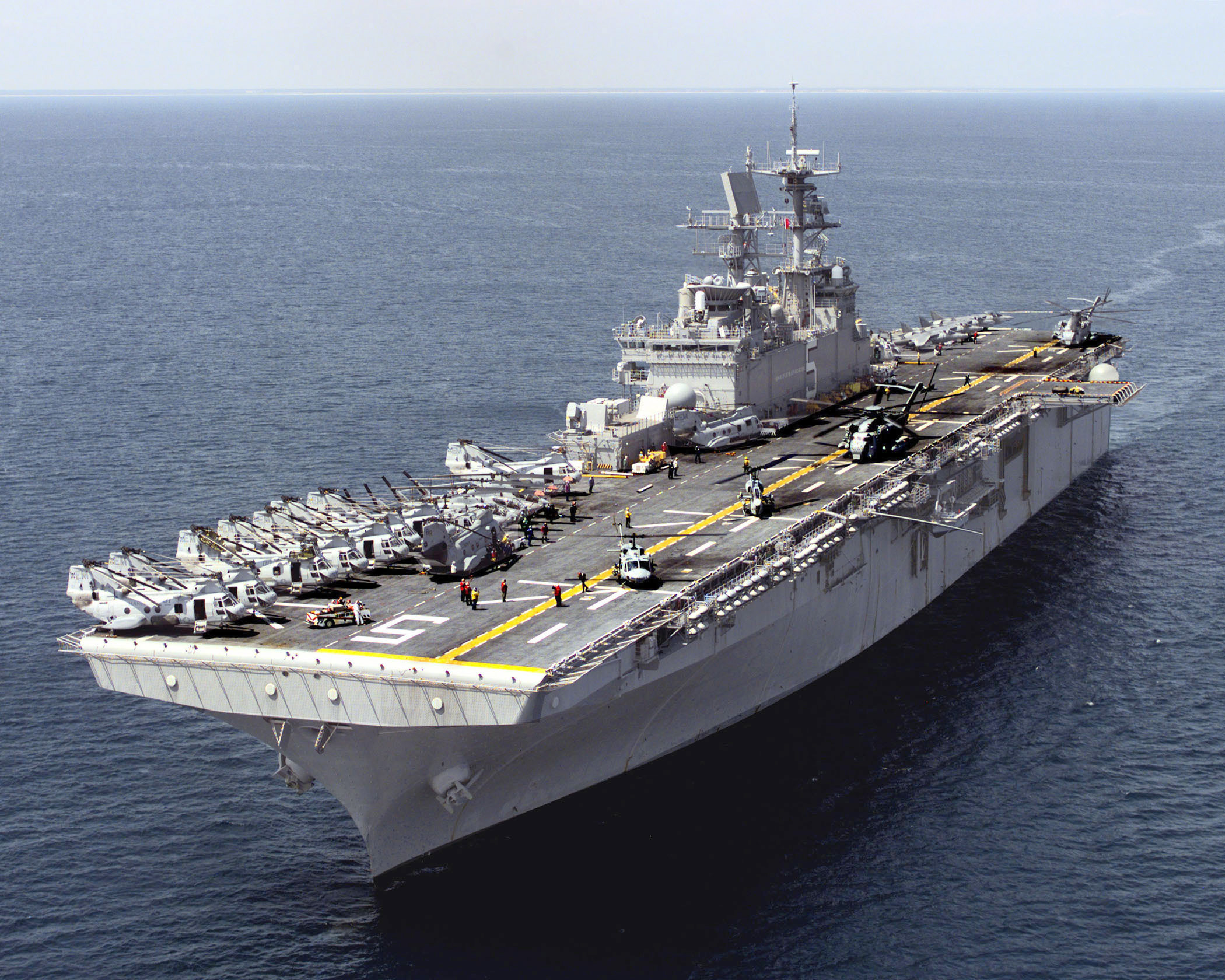
El USS Bataan, un vaixell d'assalt amfibi classe Wasp

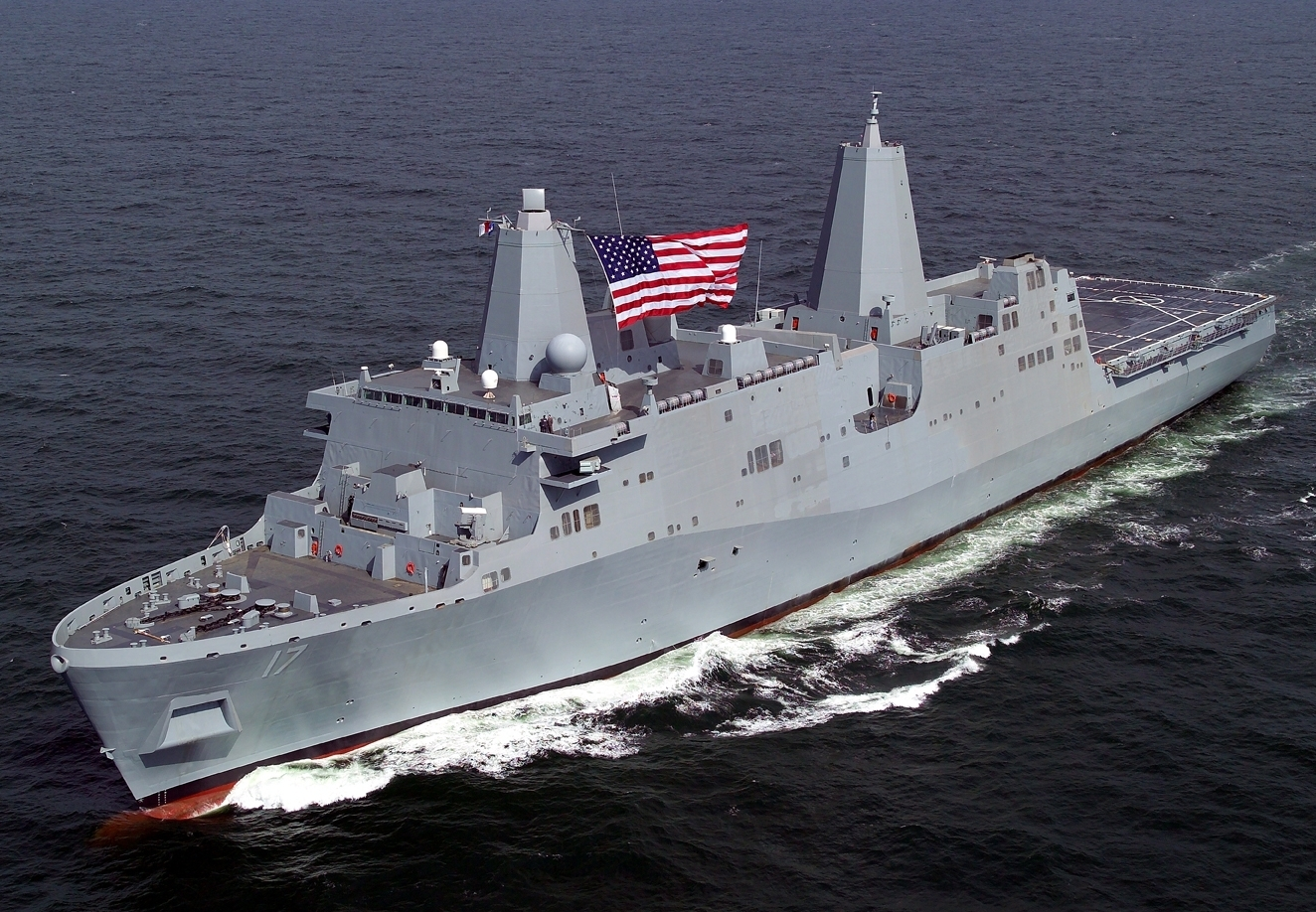
El USS San Antonio, un vaixell de transport amfibi de classe de San Antonio

Els vaixells d'assalt amfibis són els eixos centrals de la guerra amfibia dels Estats Units i compleixen el mateix paper de projecció d'energia que els portaavions excepte que la seva força de crisi es concentri en les forces terrestres en lloc dels avions. Lliuren, manen, coordinen i donen suport completament a tots els elements d'una unitat expeditiva marina de 2.200 membres en un atac amfibi que utilitza vehicles aèria i amfibis. Semblant-se a petits portaavions, els vaixells d'assalt amfibis són capaços de fer operacions d'avions V/STOL, STOVL, VTOL, tiltrotor i rotatives. També contenen una plataforma per a suport de l'ús del coixí d'aire per a embarcacions(LCAC) i altres embarcacions d'assalt amfibi. Recentment, els vaixells d'assalt amfibi han començat a desplegar-se com a nucli d'un grup d'atac expedicionari, que generalment consisteix en un moll amfibi de transport addicional i un vaixell de desembarcament per a la guerra amfibia i un creuer i destructor equipat per Aegis, fragata i submarí per atacar defensa del grup. Els vaixells d'assalt amfibis tenen el nom normalment de portaavions de la Segona Guerra Mundial.
Els molls de transport amfibis són vaixells de guerra que embarquen, transporten i desembarquen marines, subministraments i equipaments amb un paper de suport durant les missions de guerra amfibia. Amb una plataforma d'aterratge, els molls de transport amfibis també poden servir de suport a l'aviació secundària per a un grup expedicionari. Tots els molls de transport amfibis poden operar helicòpters, LCACs i altres vehicles amfibis convencionals, mentre que la nova classe de vaixells de San Antonio ha estat dissenyada explícitament per fer funcionar els tres elements de la "tríada de la mobilitat" marines: Expeditionary Fighting Vehicles (EFVs), avions tiltrotor V-22 Osprey, i LCAC. Els molls de transport amfibis tenen el nom normalment de les ciutats dels Estats Units.
El vaixell port de desembarcament és un transport mitjà amfibi dissenyat específicament per suportar i operar els LCAC, tot i que també és capaç d'operar altres vehicles d'assalt amfibis a l'inventari dels Estats Units. Els vaixells que desembarquen a la dàrsena es despleguen normalment com a component del contingent d'assalt amfibi d'un grup de vaga expedicionari, que funciona com a plataforma de llançament secundària per als CPC. Tots els bucs d'aterratge del moll tenen el nom de ciutats o llocs importants de la història naval dels Estats Units i dels Estats Units.

#### Creuers

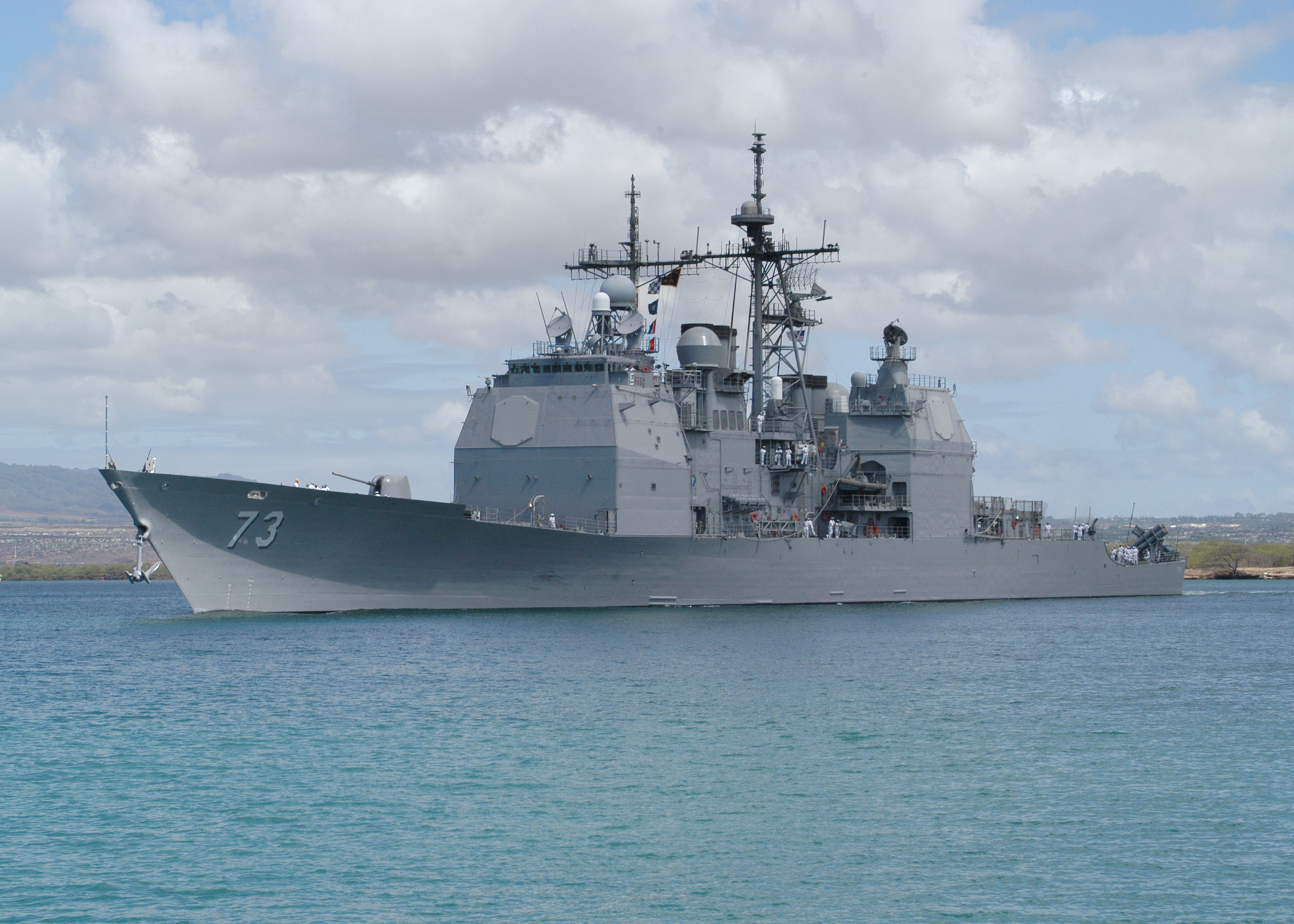
El USS Port Royal, un creuer classe Ticonderoga

Els creuers són grans vaixells de combat de superfície que duen a terme guerra antiaèria/antimíssils, guerra de superfície, guerra antisubmarina i les operacions de manera independent o com a membres d'un grup de treball més gran. Es van desenvolupar moderns creuers amb míssils guiats per la necessitat de contrarestar l'amenaça dels míssils aire-mar que va enfrontar l'Armada dels Estats Units. Això va provocar el desenvolupament del radar de matriu en fase AN/SPY-1 i el míssil Standard amb el sistema de combat Aegis que coordina els dos.
Els creuers de classe Ticonderoga van ser els primers que van ser equipats amb Aegis i van ser utilitzats principalment com a defensa antiaèria i antimíssils en un paper de protecció de les forces de batalla. Novetats posteriors van ser els sistemes de llançament vertical i el míssil Tomahawk van proporcionar als creuers una capacitat addicional per a atacs terrestres i marítims de llarg abast, cosa que els va fer capaços d'operacions de batalla ofensives i defensives. La classe Ticonderoga és l'única classe de creuers activa. Tots els creuers d'aquesta classe reben el nom de batalles.

#### Destructors
Els destructors són vaixells de superfície mitjana multi-missió capaços de dur a terme un rendiment en operacions antiaèria, antisubmarina, anti-vaixell i ofensiva. Igual que els creuers, els destructors de míssils guiats es centren principalment en cops de superfície mitjançant míssils Tomahawk i defensa de la flota mitjançant els míssils Aegis i Standard. Els destructors s'especialitzen en la guerra antisubmarina i estan equipats amb coets VLA i helicòpters Sea Hawk LAMPS Mk III per fer front a les amenaces submarines. Quan es despleguen amb un grup de portaavions o un grup expedicionari, els destructors i els seus companys de creuers equipats per Aegis tenen l'encàrrec de defensar la flota alhora que proporcionen capacitats de vaga secundàries. Amb poques excepcions, els destructors reben el nom dels herois de la Marina dels Estats Units, el Cos de Marines i la Guàrdia Costera.

#### Fragates i vaixells de combat Littoral

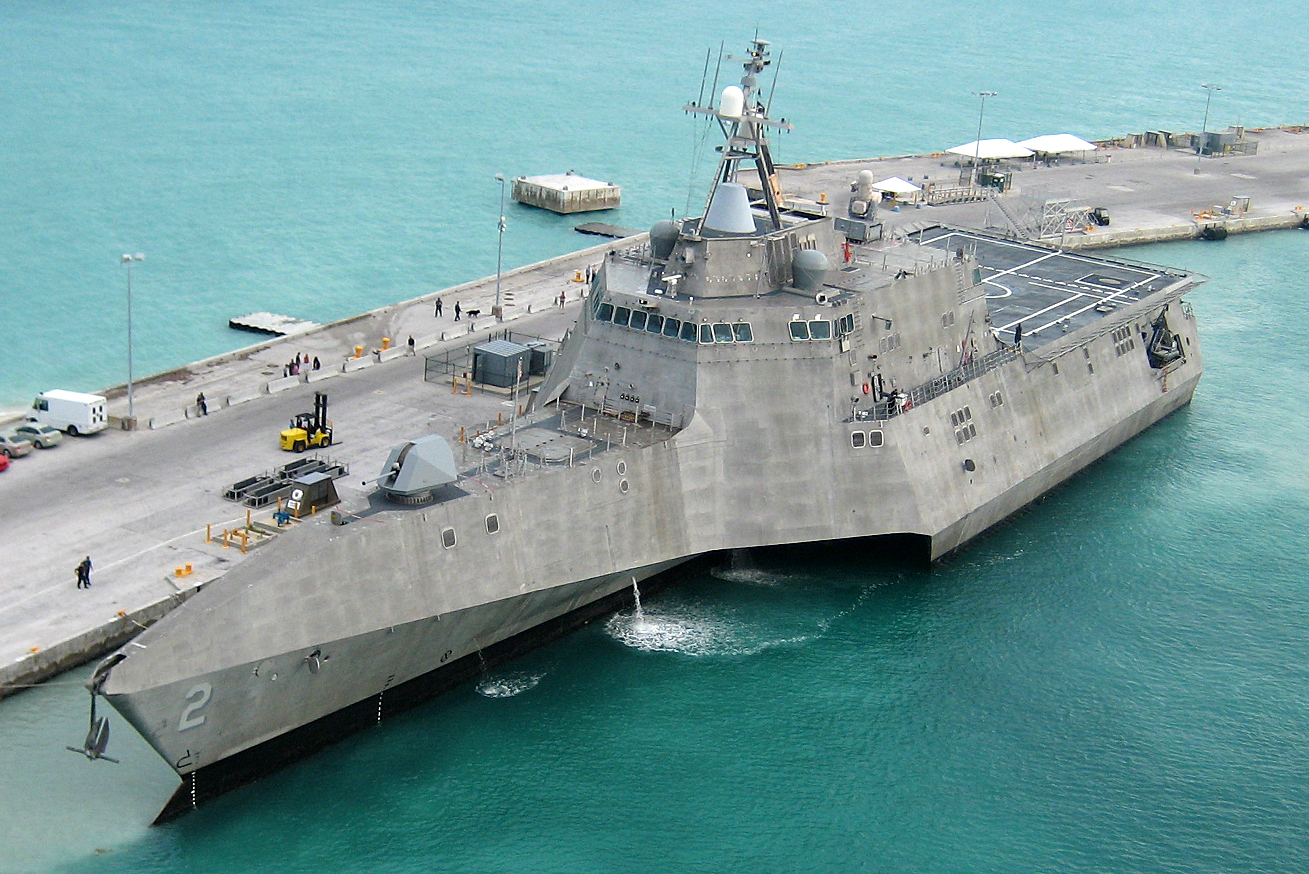
El USS Independence, un vaixell de combat literal

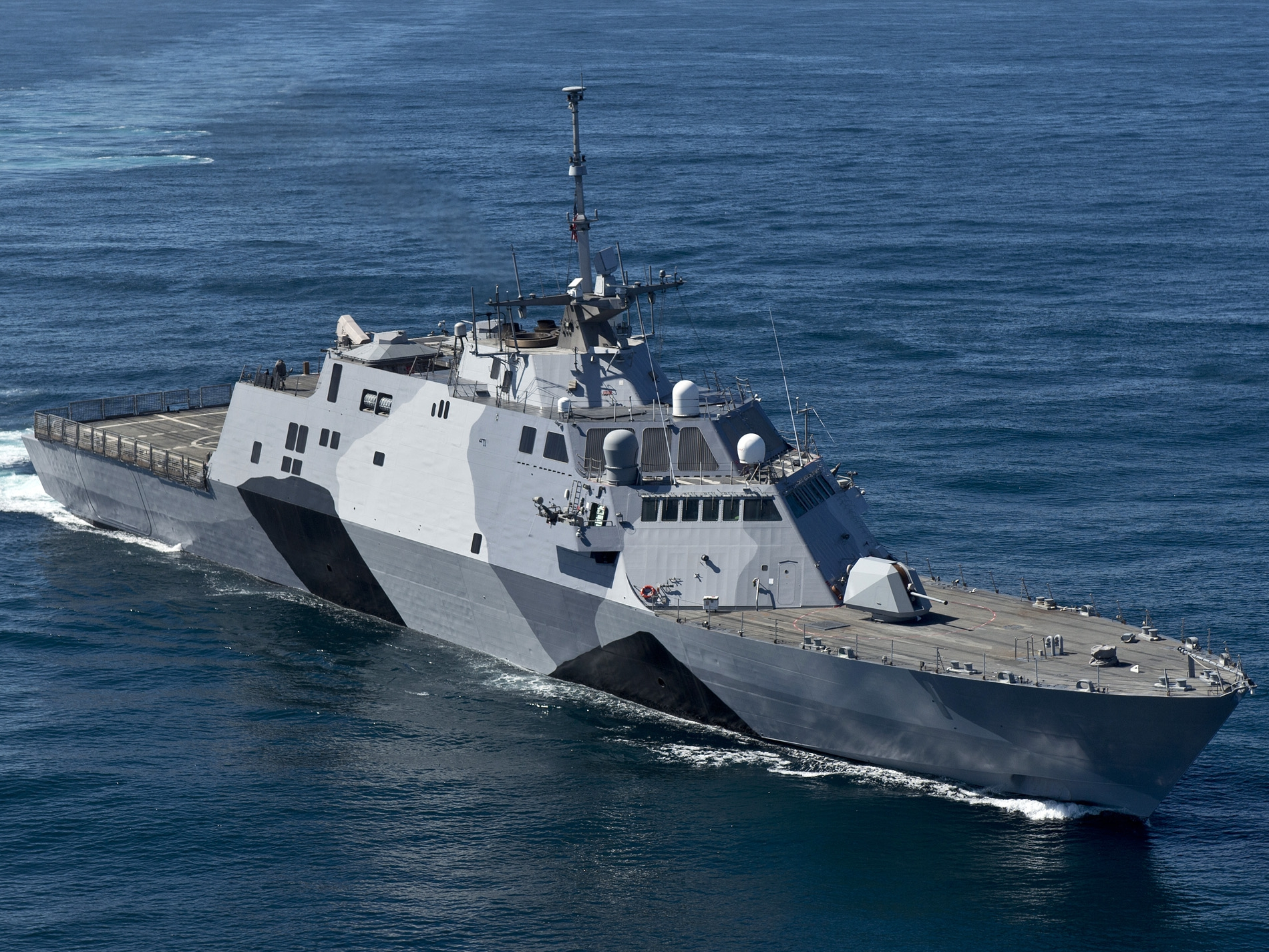
El USS Freedom, amb camuflatge naval

Les fragates modernes dels Estats Units realitzen principalment una guerra antisubmarina per a grups de portaavions i expedicionaris i proporcionen escorta armada per a combois de subministrament i transport marítim. Estan dissenyats per protegir els vaixells amigables contra submarins hostils en entorns de baixa o mitjana amenaça, mitjançant torpedes i helicòpters LAMPS. De forma independent, les fragates són capaces de dur a terme missions antidroga i altres operacions d'intercepció marítima. Com en el cas dels destructors, les fragates reben el nom dels herois de la Marina dels Estats Units, el Cos de Marines i la Guàrdia Costera. A partir de la tardor de 2015, la Marina nord-americana ha retirat la seva classe de fragates més recent i espera que el 2020 els Litoral Combat Ships (LCS) assumeixin molts dels deures que tenies les fragates amb la flota.
El LCS és una classe de vaixells de superfície relativament petits destinats a operacions a la zona litoral (a prop de la costa). Es va "pensar que era un combatent de superfície àgil i àgil i furtiu capaç de derrotar amenaces anti-accés i asimètriques als litorals". Tenen la capacitat d'un petit transport d'assalt, incloent-hi una coberta de vol i un hangar per allotjar dos helicòpters, una rampa de popa per operar embarcacions petites i el volum de càrrega i càrrega útil per lliurar una petita força d'assalt amb vehicles de lluita a un instal·lació portuària en marxa / rodada El vaixell és fàcil de reconfigurar per a diferents funcions, incloent la guerra antisubmarina, contramesures de mines, guerra anti-superfície, intel·ligència, vigilància i reconeixement, defensa nacional, intercepció marítima, operacions especials i logística, tot canviant mòduls específics per a la missió segons calgui.
El programa LCS encara és relativament nou a partir del 2018 amb només deu bucs actius, però la marina ha anunciat plans per a fins a 32 bucs. La marina ha anunciat que es construiran més de 20 bucs posteriors, que es redissenyaran com a fragates.
Un cas especial és el USS Constitution, encarregat el 1797 com una de les sis fragates originals de la Marina dels Estats Units, i que es manté en comissió al Charlestown Navy Yard de Boston. Serveix com a homenatge al patrimoni de la Marina, i navega ocasionalment per esdeveniments commemoratius com el  Dia de la Independència i diverses victòries durant la Guerra de 1812. Actualment, la Constitution és el vaixell de guerra amb més antic comissionat. El HMS Victory és més antic i està en comissió, però es troba en dic sec continu.

#### Vaixells dragamines

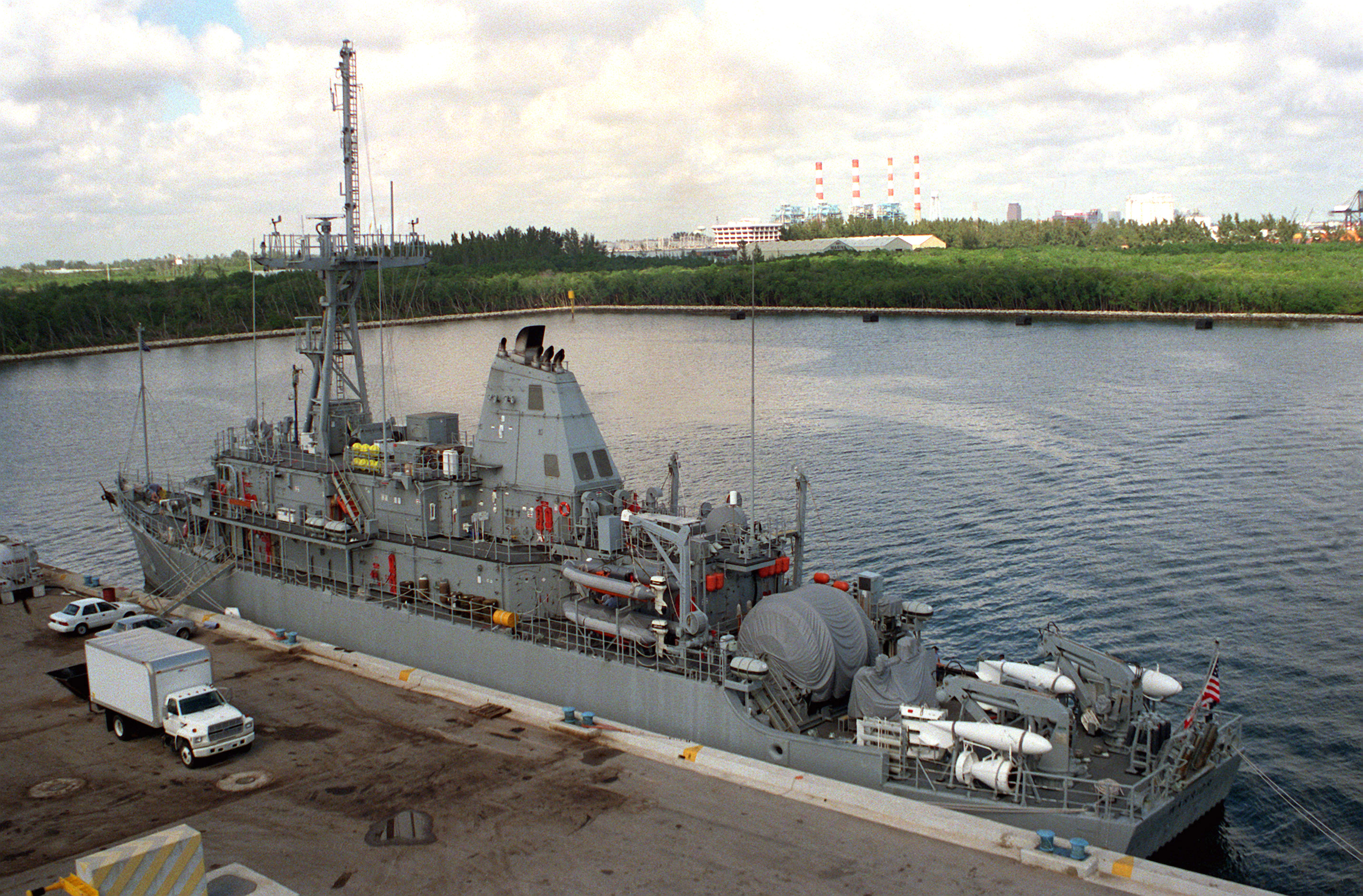
El USS Warrior a port

Els vaixels contramines són una combinació de caçamines, un vaixell de la marina que detecta i destrueix individuals activament mines navals, i dragamines, de netejar les zones minades en el seu conjunt, sense detecció prèvia de les mines. La marina compta amb aproximadament una dotzena d'aquests en servei actiu, però les funcions de contramesures de mines també són assumides per les classes entrants de vaixells de combat litorals. Els bucs MCM tenen la majoria dels noms anteriors dels bucs anteriors de la Marina dels Estats Units, especialment els miners de l'era de la II Guerra Mundial.

#### Vaixells de patrulla

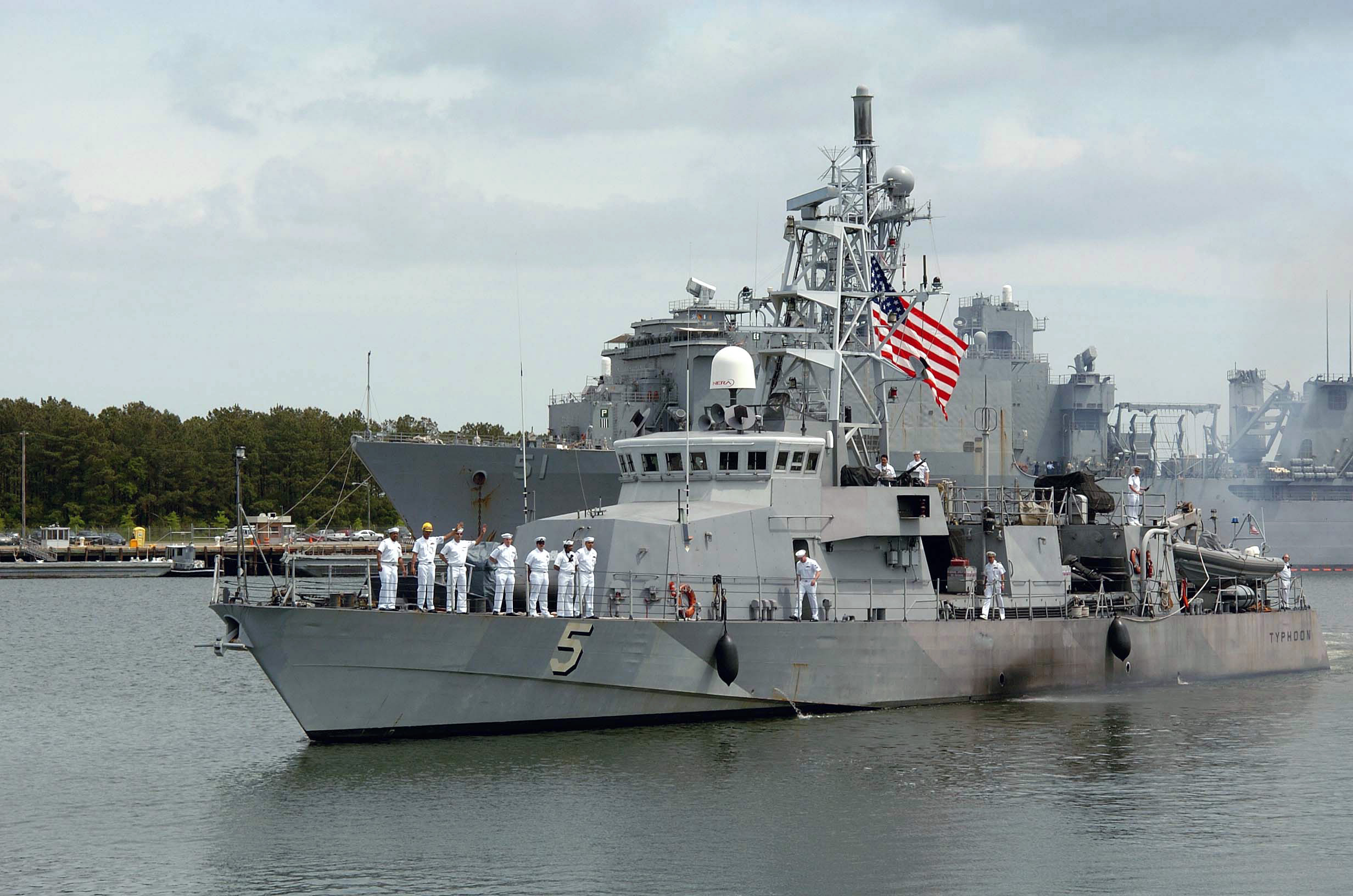
El USS Typhoon amb sortida a la base amfibia naval Little Creek de Virgínia

Un vaixell de patrulla és un vaixell naval relativament petit dissenyat generalment per a les tasques de defensa costanera. Hi ha hagut molts dissenys per a patrulles, tot i que, actualment, la marina només té una sola classe. Poden ser explotats per una marina o guardacostes d'un país i poden estar destinats a entorns marins ("aigua blava") o estuaris o rius ("aigua bruna"). L'Armada té aproximadament una dotzena de serveis en actiu, que s'utilitzen principalment a les regions littorals del golf Pèrsic, però també s'han utilitzat per a patrulles de ports domèstics i missions d' interdicció de drogues. L'actual classe de patrulles de la marina de marina té noms basats en fenòmens meteorològics.

#### Submarins

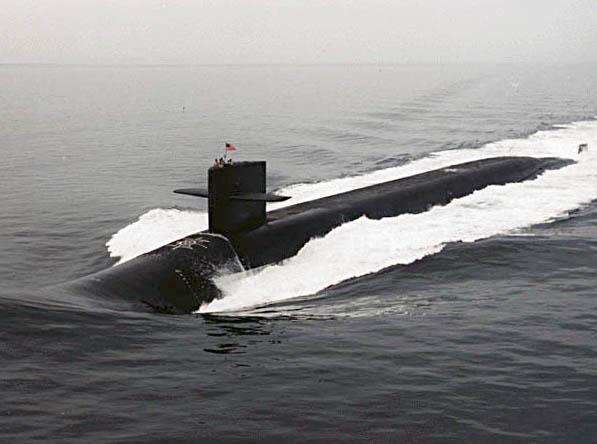
El USS Kentucky, un submarí de mísils balístics classe Ohio

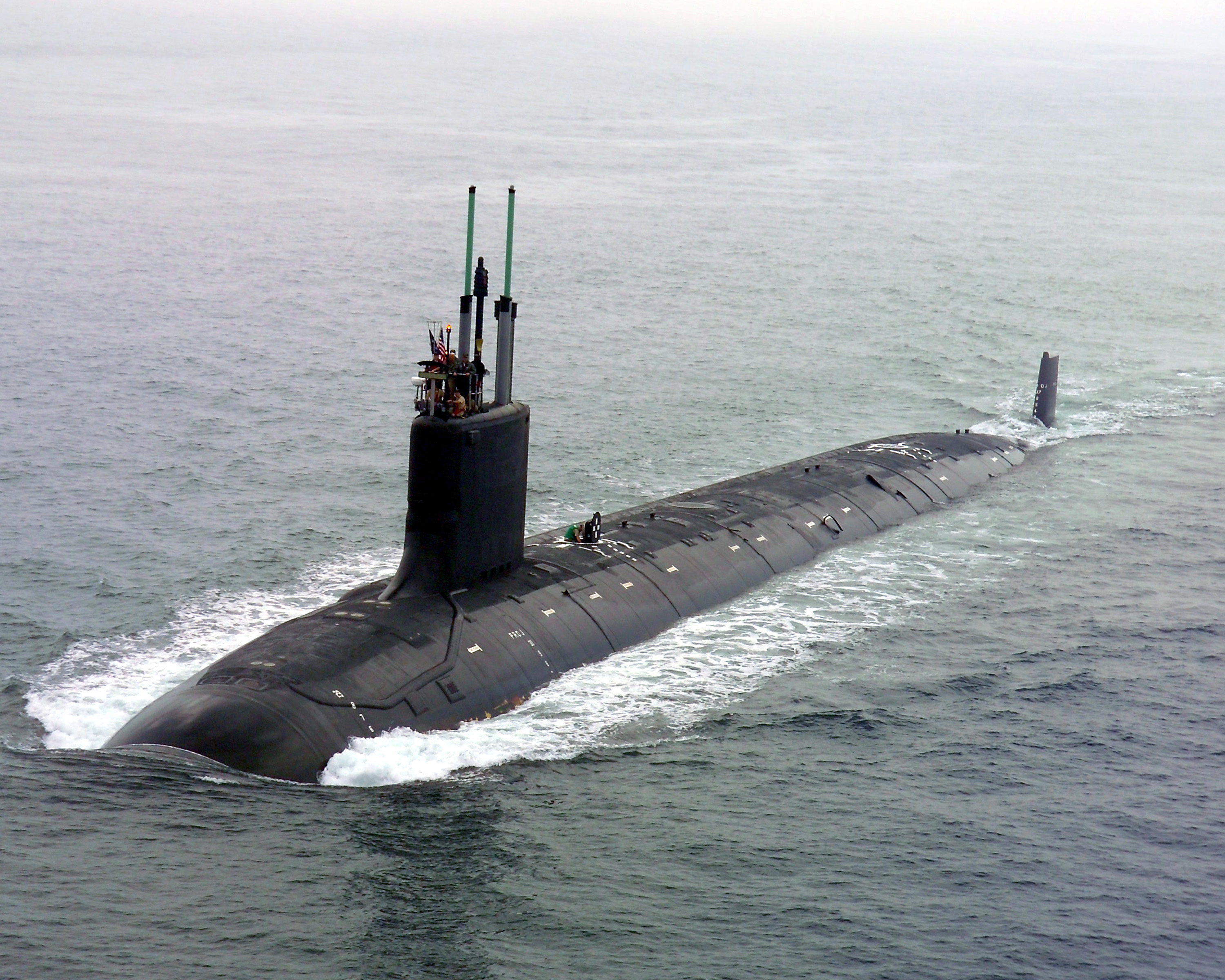
El USS Virginia, un submarí classe Virgínia

Tots els submarins actuals i planificats de la Marina nord-americana són d'alimentació nuclear, ja que només la propulsió nuclear permet combinar el furt i la durada, el moviment submarí sostingut a gran velocitat que fa que els submarins nuclears moderns siguin tan vitals per a una marina moderna d'aigua blava. La Marina dels Estats Units opera tres tipus: els submarins de míssils balístics, els submarins de míssils guiats i els submarins d'atac. Els submarins de míssils balístics de la Marina dels Estats Units són la pota més robusta de la tríada estratègica nord-americana (les altres potes són la força de míssils estratègics nord-americans i la força bombardera estratègica nord-americana). Aquests submarins tenen una única missió: portar i, si es demana, llançar el míssil nuclear Trident. Les principals missions d'atac i submarins de míssils guiats a la Marina dels Estats Units són el compromís en temps real, la vigilància i la intel·ligència, les operacions especials, les vagues de precisió i el control dels mars. Per a aquests, els submarins d'atac també se sumen les operacions de la missió de el grup de combat. Els submarins de míssils d'atac i guia tenen diverses missions tàctiques, incloent naus enfonsades i altres submarins, llançament de míssils de creuer, recollida d'intel·ligència i assistència en operacions especials.
Com passa amb altres classes de vaixells navals, la majoria dels submarins nord-americans (o "vaixells") es denominen segons convencions específiques. Les naus de l'actual classe submarina de míssils balístics dels Estats Units, classe Ohio, reben el nom dels estats nord-americans. Com que els quatre submarins de míssils guiats actuals dels Estats Units es converteixen en naus de classe Ohio, han conservat els noms estatals dels Estats Units. Els membres de la classe de submarins d'atac més antiga per encàrrec actualment, la classe Los Angeles, solen anomenar-se per ciutats. El seguiment dels submarins d'atac classe Seawolf – Seawolf, Connecticut i Jimmy Carter – no comparteixen cap esquema de nomenclatura coherent. Amb els actuals submarins d'atac classe clàssica Virginia, l'armada nord-americana ha estès l'esquema de denominació basat en l'estat de la classe Ohio a aquests submarins. Els submarins d'atac anteriors a la classe Los Ángeles van ser nomenats per a denizens de les profunditats, mentre que els submarins de míssils balístics pre-Ohio, van ser nomenats per a famosos nord-americans i estrangers amb connexions notables amb els Estats Units.

### Avions

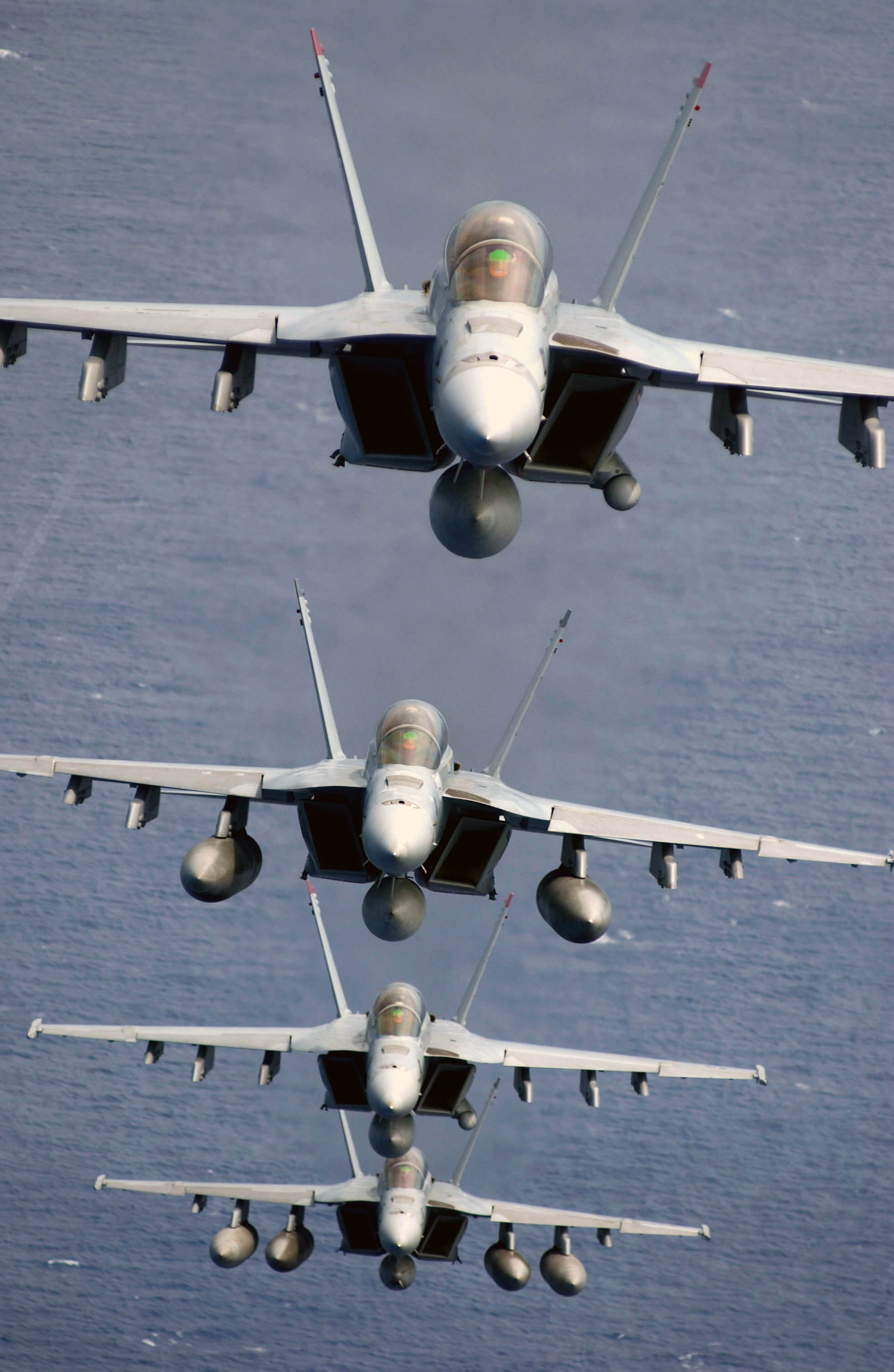
Quatre F/A-18F Super Hornets de la Marina.

Els avions basats en portaavions són capaços d'atacar objectius aeris, marítim i terrestres allunyats d'un grup d'atacs de portaavions mentre protegeixen les forces amigues dels avions, vaixells i submarins enemics. En temps de pau, la capacitat de les aeronaus de projectar l'amenaça d'atac sostingut des d'una plataforma mòbil al mar proporciona als líders dels Estats Units opcions importants per a la gestió de crisis i diplomàtiques. Els avions també ofereixen suport logístic per mantenir la preparació de la marina i, a través d'helicòpters, plataformes de subministrament amb les quals realitzar cerques i rescat, operacions especials, guerra antisubmarina (ASW) i guerra anti-superfície (ASuW).
L'armada nord-americana va començar a investigar l'ús d'avions a la mar als anys 1910, amb el tinent Theodore G. "Spuds" Ellyson convertint-se en el primer aviador naval el 28 de gener de 1911 i va encarregar al seu primer portaavions, el USS Langley, el 1922. L'aviació naval dels Estats Units va assolir la seva gran època a la Segona Guerra Mundial, quan va quedar clar després de l'atac a Pearl Harbor, la batalla del mar de corall i la batalla de Midway que els portaavions i els avions que van fer. transportat havia substituït el cuirassat com a arma més gran dels mars. Els primers avions de marina de la Segona Guerra Mundial van incloure el Grumman F4F Wildcat, el Grumman F6F Hellcat, el Chance Vought F4U Corsair, el Douglas SBD Dauntless i el Grumman TBF Avenger també van tenir un paper important durant els anys següents de la Guerra Freda, amb el F-4 Phantom II I el F-14 Tomcat convertint-se en icones militars de l'època. Els actuals avions de combat i atac principal de la marina són el multi-missió F/A-18C/D Hornet i el seu cosí, el F/A-18E/F Super Hornet. El F-35 Lightning II està actualment en desenvolupament i estava programat per substituir les versions C i D del Hornet a partir del 2012. La capacitat inicial de l'F-35C s'espera que sigui el febrer de 2019. La Marina també vol acabar de substituir els seus F/A-18E/F Super Hornets amb el programa F/A-XX
El Pla d'inversions aèries augmenta que l'aviació naval creix des del 30 per cent de les forces d'aviació actuals fins a la meitat de tot el finançament de la compra durant les tres pròximes dècades.

### Armament
Els sistemes actuals d'armament dels vaixells a bord de la Marina nord-americana es centren gairebé completament en míssils, tant com a arma com per a una amenaça. En un paper ofensiu, els míssils estan destinats a assolir objectius a llargues distàncies amb precisió i precisió. Com que són armes no tripulades, els míssils permeten atacs a objectius fortament defensats sense risc per als pilots humans. Les vagues terrestres són el domini del BGM-109 Tomahawk, que es va desplegar per primera vegada a la dècada de 1980 i que s'actualitza contínuament per augmentar les seves capacitats. Per a vagues anti-vaixell, el míssil dedicat a la marina és el míssil Harpoon. Per defensar-se de l'atac de míssils enemics, la marina opera diversos sistemes coordinats pel sistema de combat Aegis. El míssil estàndard 2 proporciona una defensa de gamma mitjana, que s'ha desplegat des dels anys vuitanta. El míssil estàndard es duplica com a arma antiaèria principal a bord de vaixell i s'està desenvolupant per a l'ús en la defensa de míssils balístics del teatre. La defensa de curt abast contra els míssils és proporcionada pel Phalanx CIWS i el més recent desenvolupat RIM-162 Evolved Sea Sparrow. A més dels míssils, la marina utilitza torpedes Mark 46 i Mark 50 i diversos tipus de mines navals.

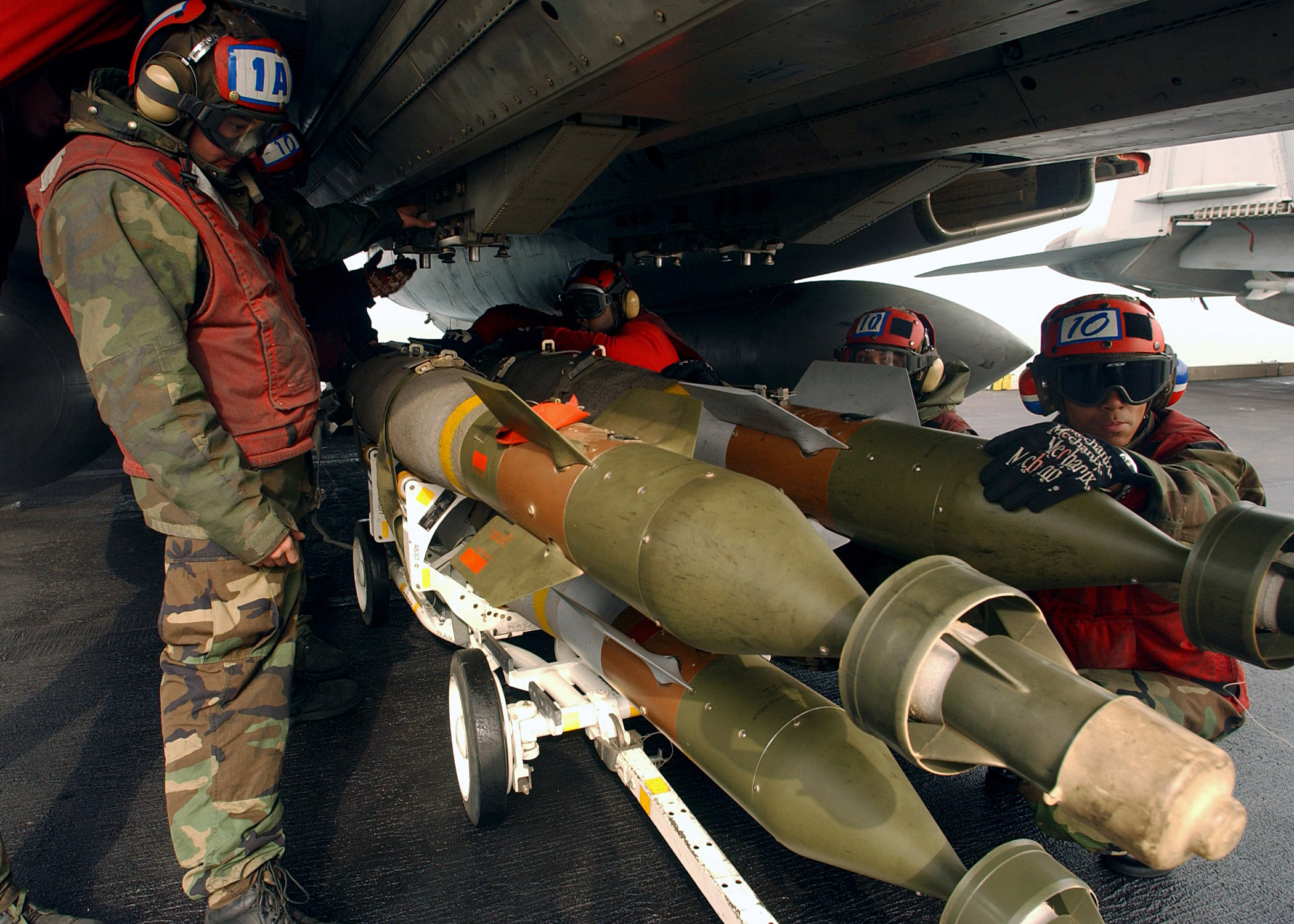
Encarregats de la munició carreguen bombes GBU-12 el 2005

Els avions d'ala fixa navals utilitzen la majoria de les mateixes armes que la Força Aèria dels Estats Units tant per combatre aire a aire com aire a superfície. El Sidewinder que busca la calor i els míssils AMRAAM guiats per radar es combinen amb els canons Vulcan M61 per a les lluites de gos. Per a atacs de superfície, els avions de marina utilitzen una combinació de míssils, bombes intel·ligents i bombes mudes. A la llista de míssils disponibles es troben els Maverick, els SLAM-ER i els JSOW. Les bombes intel·ligents inclouen el JDAM guiat per GPS i la sèrie Paveway guiada per làser. Municions sense guia com ara bombes mudes i bombes de cúmul componen la resta d'armes desplegades pels avions d'ala fixa.
Les armes d'avions rotatives estan enfocades a la guerra antisubmarina (ASW) i als compromisos de superfície lleugera a mitjana. Per combatre els submarins, els helicòpters utilitzen torpedes Mark 46 i Mark 50. Contra petites naus aquàtiques, utilitzen Hellfire i Penguin per a descobrir míssils. Els helicòpters també fan servir diversos tipus de metralladores muntades antipersona, incloent la M60, la M240, la GAU-16/A, i la GAU-17/A.
Les armes nuclears a l'arsenal de la Marina dels Estats Units es despleguen mitjançant submarins i avions de míssils balístics. El submarí de classe Ohio porta la darrera iteració del míssil Trident, un míssil balístic llançat per submarins (SLBM) de tres etapes amb capacitat MIRV; s'espera que l'actual versió Trident II (D5) estigui en servei el passat 2020. L'altra arma nuclear de la marina és la bomba nuclear B61 desplegada per l'aire. El B61 és un dispositiu termonuclear que pot ser llançat per aeronaus en vaga, com el F / A-18 Hornet i el Super Hornet a gran velocitat, des d'un gran nombre d'altituds. Es pot alliberar mitjançant caiguda lliure o paracaigudes i es pot configurar per detonar a l'aire o a terra.

## Pabelló naval

Pabelló naval dels Estats Unis

Primer pabelló

L'actual pabelló naval dels Estats Units és la Union Jack, una petita bandera blava emmarcada amb les estrelles dels 50 estats. L'Unió Jack no va onejar durant la Guerra contra el Terror, durant la qual el Secretari de la Marina Gordon R. England va ordenar a tots els vaixells navals nord-americans que onegessinr el Primer Pabelló de la Marina. Mentre que el secretari Englanda dirigia el canvi el 31 de maig del 2002, molts vaixells van optar per canviar colors més tard aquell any en record del primer aniversari dels atemptats de l'11 de setembre del 2001. La Unió Jack, però, es va mantenir en ús amb vaixells de la Guàrdia Costera i de l'Administració Nacional de Oceànica i Atmosfèrica. Una presa de disseny similar a la Union Jack es va utilitzar el 1794, amb 13 estrelles disposades en un patró de 3–2–2–3–3. Quan un vaixell està amarrat o ancorat, el pavelló es llança des de la proa del vaixell mentre que la bandera es fa onejar a la popa. Quan s'està en marxa, l'enviament s'incrementa a la part principal. Abans de la decisió de que tots els vaixells onegessin el Primer Pabelló, només es feia onejar en el vaixell més antic de la flota americana activa, que actualment és el USS Blue Ridge. Els vaixells i embarcacions de la Marina nord-americana van tornar a onejar la Union Jack a partir del 4 de juny de 2019. La data per a la reintroducció del jack commemora la Batalla de Midway, que va començar el 4 de juny de 1942.

## Membres notables de la Marina
Moltes figures històriques dels Estats Units passades i actuals han servit a la marina. Entre els oficials destacats s'inclouen John Paul Jones, John Barry (oficial de la Marina Continental i primer oficial de bandera de la Marina dels Estats Units, Edward Preble, James Lawrence les darreres paraules del qual "no renuncien a la nau" són memorialitzades al Bancroft Hall a l'Acadèmia Naval dels Estats Units), Stephen Decatur Jr., David Farragut, David Dixon Porter, Oliver Hazard Perry, Matthew Perry (els Black Ships del qual van forçar l'obertura del Japó), George Dewey (l'única persona de la història dels Estats Units que va assolir el rang d'Almirall de l'Armada), i els oficials que van assolir el rang d'Almirall de la Flota durant la Segona Guerra Mundial: William D. Leahy, Ernest J. King, Chester W. Nimitz i William F. Halsey Jr..
El primer president nord-americà que va servir a la marina va ser John F. Kennedy (que va comandar el famós PT-109). Altres van incloure Lyndon B. Johnson, Richard Nixon, Gerald Ford, Jimmy Carter, i George H. W. Bush. Tant Theodore Roosevelt com Franklin D. Roosevelt havien estat el secretari adjunt de la Marina abans de les seves presidències. Molts membres del Congrés van servir a la marina, sobretot els senadors nord-americans Bob Kerrey, John McCain, i John Kerry. Altres antics membres de la Marina dels Estats Units són astronautes (Alan B. Shepard, Walter Schirra, Neil Armstrong, John Young, Michael J. Smith, Scott Kelly, Lisa Nowak), gent de l'espectacle (Johnny Carson, Mike Douglas, Jim Renger, Paul Newman, Kirk Douglas, Robert Stack, Humphrey Bogart, Tony Curtis, Jack Lemmon, Don Rickles, Ernest Borgnine, Harry Belafonte, Henry Fonda, Fred Gwynne), autors (Robert A. Heinlein, Brandon Webb, Marcus Luttrell), musics, (John Philip Sousa, MC Hammer, John Coltrane, Fred Durst), esportistes professionals (David Robinson, Bill Sharman, Roger Staubach, Joe Bellino, Alejandro Villanueva, Bob Kuberski, Nile Kinnick, Bob Feller, Yogi Berra, Larry Doby, Stan Musial, Pee Wee Reese, Phil Rizzuto, Jack Taylor), empresaris (John S. Barry, Jack C. Taylor, Paul A. Sperry), i científics (Grace Hopper).